# الطواف النسائي للاتحاد الدولي لكرة المضرب – 2018 (أبريل–يونيو)
الطواف النسائي للاتحاد الدولي لكرة المضرب هي نسخة عام 2018 من الجولة الثانية في لعبة كرة المضرب للمحترفات. تنظمها الاتحاد الدولي لكرة المضرب وهي درجة أقل من جولة رابطة محترفات التنس. يتضمن الطواف العالمي لكرة المضرب النسائية برعاية الاتحاد الدولي لكرة المضرب بطولات بجوائز مالية تتراوح من $15،000 إلى $100،000.

## المواسم
| مواسم الطواف العالمي لكرة المضرب النسائية برعاية الاتحاد الدولي لكرة المضرب | مواسم الطواف العالمي لكرة المضرب النسائية برعاية الاتحاد الدولي لكرة المضرب | مواسم الطواف العالمي لكرة المضرب النسائية برعاية الاتحاد الدولي لكرة المضرب | مواسم الطواف العالمي لكرة المضرب النسائية برعاية الاتحاد الدولي لكرة المضرب | مواسم الطواف العالمي لكرة المضرب النسائية برعاية الاتحاد الدولي لكرة المضرب | مواسم الطواف العالمي لكرة المضرب النسائية برعاية الاتحاد الدولي لكرة المضرب | مواسم الطواف العالمي لكرة المضرب النسائية برعاية الاتحاد الدولي لكرة المضرب | مواسم الطواف العالمي لكرة المضرب النسائية برعاية الاتحاد الدولي لكرة المضرب | مواسم الطواف العالمي لكرة المضرب النسائية برعاية الاتحاد الدولي لكرة المضرب | مواسم الطواف العالمي لكرة المضرب النسائية برعاية الاتحاد الدولي لكرة المضرب |
| تسعينيات القرن العشرين                                                      | تسعينيات القرن العشرين                                                      | تسعينيات القرن العشرين                                                      | تسعينيات القرن العشرين                                                      | تسعينيات القرن العشرين                                                      | تسعينيات القرن العشرين                                                      | تسعينيات القرن العشرين                                                      | تسعينيات القرن العشرين                                                      | تسعينيات القرن العشرين                                                      | تسعينيات القرن العشرين                                                      |
| --------------------------------------------------------------------------- | --------------------------------------------------------------------------- | --------------------------------------------------------------------------- | --------------------------------------------------------------------------- | --------------------------------------------------------------------------- | --------------------------------------------------------------------------- | --------------------------------------------------------------------------- | --------------------------------------------------------------------------- | --------------------------------------------------------------------------- | --------------------------------------------------------------------------- |
| 1994                                                                        | 1995                                                                        | 1995                                                                        | 1996                                                                        | 1997                                                                        | 1998                                                                        | 1999                                                                        |                                                                             |                                                                             |                                                                             |
| العقد الأول من القرن 21                                                     |                                                                             |                                                                             |                                                                             |                                                                             |                                                                             |                                                                             |                                                                             |                                                                             |                                                                             |
| 2000                                                                        | 2001                                                                        | 2002                                                                        | 2003                                                                        | 2004                                                                        | 2005                                                                        | 2006                                                                        | 2007                                                                        | 2008 الربع الأول · الربع الثاني · الربع الثالث                              | 2009                                                                        |
| العقد الثاني من القرن 21                                                    |                                                                             |                                                                             |                                                                             |                                                                             |                                                                             |                                                                             |                                                                             |                                                                             |                                                                             |
| 2010 الربع الأول · الربع الثاني · الربع الثالث · الربع الرابع               | 2011 الربع الأول · الربع الثاني · الربع الثالث · الربع الرابع               | 2012 الربع الأول · الربع الثاني · الربع الثالث · الربع الرابع               | 2013 الربع الأول · الربع الثاني · الربع الثالث · الربع الرابع               | 2014 الربع الأول · الربع الثاني · الربع الثالث · الربع الرابع               | 2015 الربع الأول · الربع الثاني · الربع الثالث · الربع الرابع               | 2016 الربع الأول · الربع الثاني · الربع الثالث · الربع الرابع               | 2017 الربع الأول · الربع الثاني · الربع الثالث · الربع الرابع               | 2018 الربع الأول · الربع الثاني · الربع الثالث · الربع الرابع               | 2019 الربع الأول · الربع الثاني · الربع الثالث · الربع الرابع               |
| العقد الثالث من القرن 21                                                    |                                                                             |                                                                             |                                                                             |                                                                             |                                                                             |                                                                             |                                                                             |                                                                             |                                                                             |
| 2020 الربع الأول · الربع الثاني · الربع الثالث · الربع الرابع               | 2021 الربع الأول · الربع الثاني · الربع الثالث · الربع الرابع               | 2022 الربع الأول · الربع الثاني · الربع الثالث · الربع الرابع               | 2023 الربع الأول · الربع الثاني · الربع الثالث · الربع الرابع               | 2024 الربع الأول · الربع الثاني · الربع الثالث · الربع الرابع               | 2025 الربع الأول · الربع الثاني · الربع الثالث · الربع الرابع               |                                                                             |                                                                             |                                                                             |                                                                             |

## المفتاح
| الفئات      |
| بطولات W100 |
| بطولات W80  |
| بطولات W60  |
| بطولات W25  |
| بطولات W15  |

## الأشهر

### أبريل
| الأسبوع  | البطولة | الفائزات                                                        | الوصيفات                                 | المتأهلات لنصف النهائي                  | المتأهلات لربع النهائي                                                    |
| -------- | --- | --------------------------------------------------------------- | ---------------------------------------- | --------------------------------------- | ------------------------------------------------------------------------- |
| 2 أبريل  | بولا، إيطاليا ملعب ترابي $25،000 قرعة المباريات الفردية والزوجية                                                  | تمارا زيدانسيك 6–3، 6–1                                         | أناستازيا جريمالسكا                      | أناستازيا زاريكا ميكايلا أونتشوفا       | كاثارينا هوبجارسكي فيرونيكا كوديرميتوفا كيرين ليموين شانتال شكاملوفا      |
| 2 أبريل  | بولا، إيطاليا ملعب ترابي $25،000 قرعة المباريات الفردية والزوجية                                                  | فاليريا سولوفيفا آنا زيا 7–5، 6–3                               | مانو أركانجيولي شانتال شكاملوفا          | أناستازيا زاريكا ميكايلا أونتشوفا       | كاثارينا هوبجارسكي فيرونيكا كوديرميتوفا كيرين ليموين شانتال شكاملوفا      |
| 2 أبريل  | كاشيوا (تشيبا)، اليابان ملعب صلب $25،000 قرعة المباريات الفردية والزوجية                                          | لوكسيكا كومخوم 6–3، 7–6(7–4)                                    | بيانكا أندريسكو                          | ديستاني أيافا تشينغ سيساي               | مايو هيبي تشو لين جانغ سو جونج أنكيتا رينا                                |
| 2 أبريل  | كاشيوا (تشيبا)، اليابان ملعب صلب $25،000 قرعة المباريات الفردية والزوجية                                          | كيوكا أوكامورا أياكا أوكونو 6–2، 6–2                            | هان نا لاي روبي كاجيتاني                 | ديستاني أيافا تشينغ سيساي               | مايو هيبي تشو لين جانغ سو جونج أنكيتا رينا                                |
| 2 أبريل  | جاكسون، الولايات المتحدة ملعب ترابي $25،000 قرعة المباريات الفردية والزوجية                                       | أنهيلينا كالينينا 6–0، 6–1                                      | غايا سانيسي                              | كاترينا ستيوارت ويتني أوسويجوي          | سارا-ريبيكا سيكوليتش تامارين هندلر هسو تشيه يو باربارا هاس                |
| 2 أبريل  | جاكسون، الولايات المتحدة ملعب ترابي $25،000 قرعة المباريات الفردية والزوجية                                       | ساناز ماراند ويتني أوسويجوي 6–1، 6–3                            | غايا سانيسي شانيل سيموندز                | كاترينا ستيوارت ويتني أوسويجوي          | سارا-ريبيكا سيكوليتش تامارين هندلر هسو تشيه يو باربارا هاس                |
| 2 أبريل  | نانجينغ، الصين ملعب صلب $15،000 قرعة المباريات الفردية والزوجية                                                   | جاي آو 3–6، 6–4، 6–0                                            | يو إكسياودي                              | يي كيويو كاو سيكي                       | إيمي تشو ألديا سوتجيادي فينغ شو إيما رادوكانو                             |
| 2 أبريل  | نانجينغ، الصين ملعب صلب $15،000 قرعة المباريات الفردية والزوجية                                                   | تشين جياهوي تشنغ ووشوانغ 7–6(7–2)، 6–1                          | صن شولي تشاو تشيانقيان                   | يي كيويو كاو سيكي                       | إيمي تشو ألديا سوتجيادي فينغ شو إيما رادوكانو                             |
| 2 أبريل  | شرم الشيخ، مصر ملعب صلب $15،000 قرعة المباريات الفردية والزوجية                                                   | تارا مور 6–0، 6–1                                               | إليني كوردولايمي                         | جوليا تيرزيسكا أنجلينا جابويفا          | زيل ديزاي ماريام بولكيفادزي بريت غوكينس غريت مينين                        |
| 2 أبريل  | شرم الشيخ، مصر ملعب صلب $15،000 قرعة المباريات الفردية والزوجية                                                   | إيرينا شيمانوفيتش جوليا تيرزيسكا 6–3، 7–5                       | تشين بي-هاسين وو فانغ-شين                | جوليا تيرزيسكا أنجلينا جابويفا          | زيل ديزاي ماريام بولكيفادزي بريت غوكينس غريت مينين                        |
| 2 أبريل  | الحمامات، تونس ملعب ترابي $15،000 قرعة المباريات الفردية والزوجية                                                 | مونتسيرات غونزاليس 2–6، 6–2، 6–2                                | ليا بوشكوفيتش                            | ميريام بيوركلاند لوكريتسيا ستيفانيني    | سيوني مينديز مارينا تشيرنيشوفا إيزابيلا شنيكوفا ساندرا سمير               |
| 2 أبريل  | الحمامات، تونس ملعب ترابي $15،000 قرعة المباريات الفردية والزوجية                                                 | فاندا لوكاش ناتاليا سيدليسكا 6–4، 7–5                           | مونتسيرات غونزاليس جيسيكا هو             | ميريام بيوركلاند لوكريتسيا ستيفانيني    | سيوني مينديز مارينا تشيرنيشوفا إيزابيلا شنيكوفا ساندرا سمير               |
| 2 أبريل  | أنطاليا، تركيا ملعب ترابي $15،000 قرعة المباريات الفردية والزوجية                                                 | فارفارا فلينك 6–4، 6–4                                          | نينا بوتوشنيك                            | بيتيا أريشينكوفا إليسا فانلانجدونك      | أرينا جابرييلا فاسيليسو كاترينا فيشنفسكايا أناستاسيا جاسانوفا ديا هردجلاش |
| 2 أبريل  | أنطاليا، تركيا ملعب ترابي $15،000 قرعة المباريات الفردية والزوجية                                                 | ليزا-ماري ماتشكه سينا شرايبر 6–3، 6–1                           | بيتيا أريشينكوفا غابرييلا ميهيلوفا       | بيتيا أريشينكوفا إليسا فانلانجدونك      | أرينا جابرييلا فاسيليسو كاترينا فيشنفسكايا أناستاسيا جاسانوفا ديا هردجلاش |
| 9 أبريل  | كأس لالي إسطنبول، تركيا ملعب صلب 60٬000 دولار فردي – زوجي                                                         | سابينا شاريبوفا 7–6(7–0)، 6–4                                   | يلينا ريباكينا                           | أولغا دوروشينا فيكتوريا كوزموفا         | أولغا دانيلوفيتش ناتاليا كوستيتش تيريزا سميتكوفا أناستازيا بوتابوفا       |
| 9 أبريل  | كأس لالي إسطنبول، تركيا ملعب صلب 60٬000 دولار فردي – زوجي                                                         | أيلا أكسو هارييت دارت 6–4، 7–6(7–3)                             | أولغا دوروشينا أناستازيا بوتابوفا        | أولغا دوروشينا فيكتوريا كوزموفا         | أولغا دانيلوفيتش ناتاليا كوستيتش تيريزا سميتكوفا أناستازيا بوتابوفا       |
| 9 أبريل  | بطولة سبيس كوست للتنس إنديان هاربر بيتش، الولايات المتحدة ملعب ترابي 60٬000 دولار فردي – زوجي                     | كارولين دولهايد 6–4، 7–5                                        | إرينا براء                               | ماديسون برينجل تايلور تاونسند           | صوفي تشانغ يانا كابلوفا فرانسواز أبندا أنس جابر                           |
| 9 أبريل  | بطولة سبيس كوست للتنس إنديان هاربر بيتش، الولايات المتحدة ملعب ترابي 60٬000 دولار فردي – زوجي                     | إرينا براء سيلفيا سولير إسبينوزا 6–4، 6–2                       | جيسيكا بيجلا ماريا سانشيز                | ماديسون برينجل تايلور تاونسند           | صوفي تشانغ يانا كابلوفا فرانسواز أبندا أنس جابر                           |
| 9 أبريل  | بولا، إيطاليا ملعب ترابي $25،000 قرعة المباريات الفردية والزوجية                                                  | تمارا زيدانسيك 6–1، 7–6(7–4)                                    | ميرتل جورج                               | بولينا ليكينا بيبيان ويجيرس             | كاتالينا بيلا أناستاسيا فاسيليفا تينا لوكاس كريستينا دينو                 |
| 9 أبريل  | بولا، إيطاليا ملعب ترابي $25،000 قرعة المباريات الفردية والزوجية                                                  | بيبيان ويجيرس شانتال شكاملوفا 6–2، 3–6، [10–7]                  | كيارا شول يلينا سيميتش                   | بولينا ليكينا بيبيان ويجيرس             | كاتالينا بيلا أناستاسيا فاسيليفا تينا لوكاس كريستينا دينو                 |
| 9 أبريل  | أوساكا، اليابان ملعب صلب $25،000 قرعة المباريات الفردية والزوجية نسخة محفوظة 2021-10-22 على موقع واي باك مشين.    | ديستاني أيافا 6–3، 7–6(7–2)                                     | ريبيكا مارينو                            | شيهو أكيتا هان نا-لاي                   | كرامي نارا جونري ناميجاتا كسينيا ليكينا وانغ شينيو                        |
| 9 أبريل  | أوساكا، اليابان ملعب صلب $25،000 قرعة المباريات الفردية والزوجية نسخة محفوظة 2021-10-22 على موقع واي باك مشين.    | تشي جي هي نيشا ليرتبيتاكسينتشاي 6–3، 6–4                        | أكيكو أومائي بينجتارن بليبويتش           | شيهو أكيتا هان نا-لاي                   | كرامي نارا جونري ناميجاتا كسينيا ليكينا وانغ شينيو                        |
| 9 أبريل  | أوبيدوس، البرتغال أرضية صناعية $25،000 قرعة المباريات الفردية والزوجية                                            | إيفانا جوروفيتش 6–1، 6–2                                        | ميريام كولودجييوفا                       | أرينا روديونوفا أناستاسيا كوليكوفا      | ستيفانيا روبيني جوليا جاتو مونتيكوني فاليريا سافينيخ كاتي بولتر           |
| 9 أبريل  | أوبيدوس، البرتغال أرضية صناعية $25،000 قرعة المباريات الفردية والزوجية                                            | سارة بيث غري أوليفيا نيكولز 4–6، 7–6(7–4)، [10–6]               | أن صوفي ميستاتش نينا ستويانوفيتش         | أرينا روديونوفا أناستاسيا كوليكوفا      | ستيفانيا روبيني جوليا جاتو مونتيكوني فاليريا سافينيخ كاتي بولتر           |
| 9 أبريل  | كأس نانا تونس (مدينة)، تونس ملعب ترابي $25،000 قرعة المباريات الفردية والزوجية                                    | فالنتينا إيفاخنينكو 6–2، 6–2                                    | كلوي باكيوت                              | أناستازيا جريمالسكا مارغو ييروليموس     | أليز ليم شيرازاد ريكس مانو أركانجيولي تيساه أندريانجافيتريمو              |
| 9 أبريل  | كأس نانا تونس (مدينة)، تونس ملعب ترابي $25،000 قرعة المباريات الفردية والزوجية                                    | مارينا شيرنيشوفا سيوني مينديز 7–6(7–5)، 6–4                     | أمينا أنشبها أناستازيا جريمالسكا         | أناستازيا جريمالسكا مارغو ييروليموس     | أليز ليم شيرازاد ريكس مانو أركانجيولي تيساه أندريانجافيتريمو              |
| 9 أبريل  | كأس نانا بلهام، الولايات المتحدة ملعب ترابي $25،000 قرعة المباريات الفردية والزوجية                               | إيغا شفيونتيك 6–2، 6–0                                          | آلي كيك                                  | أليكسا غواراشي أليون بولسوفا زادوينوف   | ماريا ماتيس آشلي كراتزير تامارين هندلر باربارا هاس                        |
| 9 أبريل  | كأس نانا بلهام، الولايات المتحدة ملعب ترابي $25،000 قرعة المباريات الفردية والزوجية                               | أليكسا غواراشي إيرين روتليف 6–1، 6–2                            | ماريا ماتيس ماريا خوسيه بورتييو راميريز  | أليكسا غواراشي أليون بولسوفا زادوينوف   | ماريا ماتيس آشلي كراتزير تامارين هندلر باربارا هاس                        |
| 9 أبريل  | شرم الشيخ، مصر ملعب صلب $15،000 قرعة المباريات الفردية والزوجية                                                   | جوليا تيرزييسكا 6–2، 4–6، 6–4                                   | تارا مور                                 | مريم بولكفادزي إيليني كوردولايمي        | إيرينا شيمانوفيتش شيلبي تالكوت روتوجا بسالي كارولين فيرنر                 |
| 9 أبريل  | شرم الشيخ، مصر ملعب صلب $15،000 قرعة المباريات الفردية والزوجية                                                   | إيليني كوردولايمي تارا مور 6–4، 6–1                             | روتوجا بسالي كانيكا فييديا               | مريم بولكفادزي إيليني كوردولايمي        | إيرينا شيمانوفيتش شيلبي تالكوت روتوجا بسالي كارولين فيرنر                 |
| 9 أبريل  | شيمكنت، كازاخستان ملعب ترابي $15،000 قرعة المباريات الفردية والزوجية                                              | فارفارا فلينك 6–0، 2–6، 6–0                                     | غوزال إينيتدينوفا                        | نيجينا أبدوريموفا ما ييشين              | آنا كوباريفا إيكاترينا فيشنيفسكايا داريا ديتكوفسكايا فيكتوريا مورفايوفا   |
| 9 أبريل  | شيمكنت، كازاخستان ملعب ترابي $15،000 قرعة المباريات الفردية والزوجية                                              | داريا كروشكوفا فاليريا بوغريبنياك 6–3، 5–7، [10–5]              | كيرا شروف برانجالا يادلابالي             | نيجينا أبدوريموفا ما ييشين              | آنا كوباريفا إيكاترينا فيشنيفسكايا داريا ديتكوفسكايا فيكتوريا مورفايوفا   |
| 16 أبريل | ملعب صلبee's Pro Classic دوثان، الولايات المتحدة ملعب ترابي $80٬000 فردي – زوجي                                   | تايلور تاونسند 6–2، 2–6، 6–1                                    | ماريانا دوكي مارينيو                     | سيسيل كاراتانتشيفا فرانشيسكا دي لورينزو | ليزيت كابرييرا سيلفيا سولير إسبينوزا باربارا هاس صوفيا كينين              |
| 16 أبريل | ملعب صلبee's Pro Classic دوثان، الولايات المتحدة ملعب ترابي $80٬000 فردي – زوجي                                   | أليكسا غواراشي إيرين روتليف 6–4، 2–6، [11–9]                    | صوفيا كينين جيمي لوبي                    | سيسيل كاراتانتشيفا فرانشيسكا دي لورينزو | ليزيت كابرييرا سيلفيا سولير إسبينوزا باربارا هاس صوفيا كينين              |
| 16 أبريل | بولا، إيطاليا ملعب ترابي $25٬000 قرعة المباريات الفردية والزوجية                                                  | مانو أركانجيولي 2–6، 6–2، 6–4                                   | مارتينا تريفيسان                         | تيريزا مردجا ريناتا زارازوا             | أناستازيا زاريتسكا إيلين بيريز شو شيلين كاتالينا بيلا                     |
| 16 أبريل | بولا، إيطاليا ملعب ترابي $25٬000 قرعة المباريات الفردية والزوجية                                                  | نايكثا بينز كيارا شول 6–4، 7–5                                  | ماري بينوا شو شيلين                      | تيريزا مردجا ريناتا زارازوا             | أناستازيا زاريتسكا إيلين بيريز شو شيلين كاتالينا بيلا                     |
| 16 أبريل | أوبيدوس، البرتغال Carpet $25٬000 قرعة المباريات الفردية والزوجية                                                  | كاتي بولتر 4–6، 6–3، 6–3                                        | أورزولا رادفانسكا                        | كاتي سوان جوليا جاتو مونتيكوني          | إيفانا جوروفيتش أولغا سايز لارّا إستريلا كابيزا كانديلا بيمرا أوزجن        |
| 16 أبريل | أوبيدوس، البرتغال Carpet $25٬000 قرعة المباريات الفردية والزوجية                                                  | سارة بيث غري أوليفيا نيكولز 6–2، 6–1                            | جيسيكا بونشيه غانا بوزنيخيرينكو          | كاتي سوان جوليا جاتو مونتيكوني          | إيفانا جوروفيتش أولغا سايز لارّا إستريلا كابيزا كانديلا بيمرا أوزجن        |
| 16 أبريل | كياسو، سويسرا ملعب ترابي $25،000 قرعة المباريات الفردية والزوجية                                                  | سيندي برغر 6–7(4–7)، 6–4، 6–3                                   | رالوكا جورجيانا شيربان                   | أندريا أماليا روسكا كاتارينا زافاتسكا   | مارينا زانيفسكا أناستازيا جريمالسكا دلما جالفي يلينا إن-آلبون             |
| 16 أبريل | كياسو، سويسرا ملعب ترابي $25،000 قرعة المباريات الفردية والزوجية                                                  | داريا جوراك جيسيكا مور 7–6(8–6)، 4–6، [10–8]                    | سيندي برغر روزالي فان دير هوك            | أندريا أماليا روسكا كاتارينا زافاتسكا   | مارينا زانيفسكا أناستازيا جريمالسكا دلما جالفي يلينا إن-آلبون             |
| 16 أبريل | فيلا دولوريس (مدينة)، الأرجنتين ملعب ترابي $15،000 قرعة المباريات الفردية والزوجية                                | فرانسيسكا جونز 4–6، 6–4، 6–2                                    | فيكتوريا بوثيو                           | تايسا غرنا بيدريتي أليس غارسيا          | فرناندا بريتو إيفانيا مارتينيش كارولينا ألفيس ناتالي كوراتا               |
| 16 أبريل | فيلا دولوريس (مدينة)، الأرجنتين ملعب ترابي $15،000 قرعة المباريات الفردية والزوجية                                | باربرا غاتيكا ربيكا بيريرا 6–2، 6–4                             | فيكتوريا بوثيو جولييتا لارا إستابلي      | تايسا غرنا بيدريتي أليس غارسيا          | فرناندا بريتو إيفانيا مارتينيش كارولينا ألفيس ناتالي كوراتا               |
| 16 أبريل | شرم الشيخ، مصر ملعب صلب $15،000 قرعة المباريات الفردية والزوجية                                                   | إيرينا شيمانوفيتش 6–2، 6–1                                      | داشا إيفانوفا                            | ساي سامهيثا تشامارتي شاليمار تالبي      | يوليا ليسا جوليا تيرزيسكا أليسيا بارنيت إيرينا فيتيكاو                    |
| 16 أبريل | شرم الشيخ، مصر ملعب صلب $15،000 قرعة المباريات الفردية والزوجية                                                   | ميلاني كلافنير آنا مورجينا 7–5، 6–1                             | أليسيا بارنيت جوليا تيرزيسكا             | ساي سامهيثا تشامارتي شاليمار تالبي      | يوليا ليسا جوليا تيرزيسكا أليسيا بارنيت إيرينا فيتيكاو                    |
| 16 أبريل | شيمكنت، كازاخستان ملعب ترابي $15،000 قرعة المباريات الفردية والزوجية                                              | فارفارا فلينك 6–0، 6–3                                          | بولينا جولوبوفسكايا                      | فلادا زفيريفا برانيالا يادلابالي        | إيكاتيرينا ماكاروفا ما ييكسين آنا سيشكوفا فيتاليا ستامات                  |
| 16 أبريل | شيمكنت، كازاخستان ملعب ترابي $15،000 قرعة المباريات الفردية والزوجية                                              | داريا ديتكوفسكايا جيبيك كولامباييفا 7–5، 6–4                    | بولينا باخموتكينا داريا لوديكوفا         | فلادا زفيريفا برانيالا يادلابالي        | إيكاتيرينا ماكاروفا ما ييكسين آنا سيشكوفا فيتاليا ستامات                  |
| 16 أبريل | حمامات، تونس ملعب ترابي $15،000 قرعة المباريات الفردية والزوجية                                                   | مارغو ييروليموس 6–1، 6–2                                        | أمينة أنشبا                              | إميلين دارترون جيسيكا هو                | بيا تشوك أليس راميه أندريا غيتسيسكو أوانا غافرلا                          |
| 16 أبريل | حمامات، تونس ملعب ترابي $15،000 قرعة المباريات الفردية والزوجية                                                   | أمينة أنشبا ماريا مارفوتينا 4–6، 6–2، [12–10]                   | مارينا تشيرنيشوفا أوانا غافرلا           | إميلين دارترون جيسيكا هو                | بيا تشوك أليس راميه أندريا غيتسيسكو أوانا غافرلا                          |
| 16 أبريل | أنطاليا، تركيا ملعب ترابي $15،000 قرعة المباريات الفردية والزوجية                                                 | ألكسندرا بانوفا 6–2، 7–6(7–3)                                   | أنستاسيا بريبلوفا                        | آنا بريبلوفا فيديريكا بيلاردو           | ايبك سويلو ماجدالينا بانتوشكوفا يوهانا ماركوفا فيرينا ميليس               |
| 16 أبريل | أنطاليا، تركيا ملعب ترابي $15،000 قرعة المباريات الفردية والزوجية                                                 | هارونا أراكاوا فيديريكا بيلاردو 4–6، 6–4، [10–8]                | كاميلا راخيموفا كاترينا فانكوفا          | آنا بريبلوفا فيديريكا بيلاردو           | ايبك سويلو ماجدالينا بانتوشكوفا يوهانا ماركوفا فيرينا ميليس               |
| 23 أبريل | بويد تينسلي ملعب ترابي Court Classic شارلوتسفيل، الولايات المتحدة ملعب ترابي $80،000 المباريات: الفردية – الزوجية | ماريانا دوكي مارينيو 0–6، 6–1، 6–2                              | أنهيلينا كالينينا                        | تايلور تاونسند جينيفر برادي             | ماري أوساكا سيسيل كاراتانتشيفا غريس مين كاترينا ستيوارت                   |
| 23 أبريل | بويد تينسلي ملعب ترابي Court Classic شارلوتسفيل، الولايات المتحدة ملعب ترابي $80،000 المباريات: الفردية – الزوجية | صوفي تشانغ ألكسندرا مولر 3–6، 6–4، [10–7]                       | آشلي كراتزير ويتني أوسويجوي              | تايلور تاونسند جينيفر برادي             | ماري أوساكا سيسيل كاراتانتشيفا غريس مين كاترينا ستيوارت                   |
| 23 أبريل | Industrial Bank Cup تشوانتشو، الصين ملعب صلب $60،000 المباريات: الفردية – الزوجية                                 | تشينغ سيساي 6–3، 6–1                                            | ليو فانجزو                               | لوكسيكا كومخوم نايومي برودي             | لو جياجينغ دانييل لاو يانينا ويكماير هان زينيون                           |
| 23 أبريل | Industrial Bank Cup تشوانتشو، الصين ملعب صلب $60،000 المباريات: الفردية – الزوجية                                 | هان زينيون يي كيويو 7–6(7–3)، 7–6(8–6)                          | Guo Hanyu وانغ شينيو                     | لوكسيكا كومخوم نايومي برودي             | لو جياجينغ دانييل لاو يانينا ويكماير هان زينيون                           |
| 23 أبريل | فيسبادن، ألمانيا ملعب ترابي $25،000 قرعة المباريات الفردية والزوجية                                               | كاثينكا فون ديكمان 6–3، 6–2                                     | كاتارينا زافاتسكا                        | بريسيلا هيس أولغا سايز لارا             | كيمبرلي زيمرمان كورنيليا ليستر إيزابيلا شنيكوفا ديانا رادانوفيتش          |
| 23 أبريل | فيسبادن، ألمانيا ملعب ترابي $25،000 قرعة المباريات الفردية والزوجية                                               | هيلين شولسن شانيل سيموندز 6–3، 2–6، [10–8]                      | كورنيليا ليستر سابرينا سانتاماريا        | بريسيلا هيس أولغا سايز لارا             | كيمبرلي زيمرمان كورنيليا ليستر إيزابيلا شنيكوفا ديانا رادانوفيتش          |
| 23 أبريل | بولا، إيطاليا ملعب ترابي $25،000 قرعة المباريات الفردية والزوجية                                                  | جايمي فورليس 6–4، 4–6، 6–0                                      | أناستازيا جريمالسكا                      | مارتينا دي جوزيبي كاتالينا بيلا         | جورجيا بريشيا نينا بوتوشنيك يلينا إن-ألبون لودميلا سامسونوڤا              |
| 23 أبريل | بولا، إيطاليا ملعب ترابي $25،000 قرعة المباريات الفردية والزوجية                                                  | نايكثا بينز روزالي فان دير هوك 6–2، 6–2                         | فيكتوريا كان ماريا زوتوفا                | مارتينا دي جوزيبي كاتالينا بيلا         | جورجيا بريشيا نينا بوتوشنيك يلينا إن-ألبون لودميلا سامسونوڤا              |
| 23 أبريل | أوبيدوس، البرتغال Carpet $25،000 قرعة المباريات الفردية والزوجية                                                  | أرينا روديونوفا 6–3، 6–2                                        | بيمرا أوزجن                              | أورزولا رادفانسكا كاتي سوان             | إستريلا كابيزا كانديلا بيرفو جنجيز سارة بيث غري غانا بوزنيخيرينكو         |
| 23 أبريل | أوبيدوس، البرتغال Carpet $25،000 قرعة المباريات الفردية والزوجية                                                  | إستريلا كابيزا كانديلا أنجيلا فيتا بولودا 7–6(7–3)، 1–6، [10–6] | فريا كريستي أن صوفي ميستاتش              | أورزولا رادفانسكا كاتي سوان             | إستريلا كابيزا كانديلا بيرفو جنجيز سارة بيث غري غانا بوزنيخيرينكو         |
| 23 أبريل | قرشي، أوزبكستان ملعب صلب $25،000 قرعة المباريات الفردية والزوجية                                                  | أولغا دوروشينا 6–2، 7–5                                         | أناستاسيا جاسانوفا                       | روتوجا بسالي مارغريتا جاسباريان         | إيكاترينا ياشينا صوفيا لانزيري فاليريا ستراخوفا أكجول أمانمورادوف         |
| 23 أبريل | قرشي، أوزبكستان ملعب صلب $25،000 قرعة المباريات الفردية والزوجية                                                  | نيجينا أبدوريموفا أناستازيا فرولوفا 7–6(9–7)، 6–1               | أناستاسيا جاسانوفا إيكاترينا ياشينا      | روتوجا بسالي مارغريتا جاسباريان         | إيكاترينا ياشينا صوفيا لانزيري فاليريا ستراخوفا أكجول أمانمورادوف         |
| 23 أبريل | فيلا ديل ديكي، الأرجنتين ملعب ترابي $15،000 قرعة المباريات الفردية والزوجية                                       | ثايسا غرانا بيدريتي 6–0، 6–4                                    | فرناندا بريتو                            | كارولينا ألفيس باربارا غاتيكا           | فيكتوريا بوثيو فرانشيسكا جونز كارولين روميو كارلا لوسيرو                  |
| 23 أبريل | فيلا ديل ديكي، الأرجنتين ملعب ترابي $15،000 قرعة المباريات الفردية والزوجية                                       | ناتالي كوراتا إدواردا بياي 6–0، 6–4                             | فرناندا بريتو دومينيك شايفر              | كارولينا ألفيس باربارا غاتيكا           | فيكتوريا بوثيو فرانشيسكا جونز كارولين روميو كارلا لوسيرو                  |
| 23 أبريل | توتشبي، كرواتيا ملعب ترابي $15،000 قرعة المباريات الفردية والزوجية                                                | ليا بوشكوفيتش 1–6، 6–0، 6–4                                     | تينا لوكاس                               | أني ميجاتشيكا نفيسة بيربيروفيتش         | غابرييلا بانتوتشكوفا نيكاً راديسيك لارا ميشيل نوا كرزناريك                 |
| 23 أبريل | توتشبي، كرواتيا ملعب ترابي $15،000 قرعة المباريات الفردية والزوجية                                                | نفيسة بيربيروفيتش فيرونيكا إرجافيتس 6–3، 6–3                    | تينا لوكاس سارا أوراف                    | أني ميجاتشيكا نفيسة بيربيروفيتش         | غابرييلا بانتوتشكوفا نيكاً راديسيك لارا ميشيل نوا كرزناريك                 |
| 23 أبريل | القاهرة، مصر ملعب ترابي $15،000 قرعة المباريات الفردية والزوجية                                                   | إيرينا فيتيكاو 6–1، 6–1                                         | شارلوت رومير                             | دومينيك كارغات سنيها ديفي ريدي          | شيلبي تالكوت ميلاني سولانج كريفوج بويانا مارينكوفيتش مينامي أكياما        |
| 23 أبريل | القاهرة، مصر ملعب ترابي $15،000 قرعة المباريات الفردية والزوجية                                                   | دومينيك كارغات نوريا باريزاس دياز 6–2، 6–4                      | مادلين كوبيليت شيلبي تالكوت              | دومينيك كارغات سنيها ديفي ريدي          | شيلبي تالكوت ميلاني سولانج كريفوج بويانا مارينكوفيتش مينامي أكياما        |
| 23 أبريل | حمامات، تونس ملعب ترابي $15،000 قرعة المباريات الفردية والزوجية                                                   | إيوانا لوريدانا روسكا 3–6، 6–3، 7–5                             | ماريا مارفوتينا                          | كلارا بوريل كلوديا هوستي فيرر           | لوسيا مارزال مارتينيز نينا ستادلر ميشيل ألكسندرا زمو أوانا جافرلا         |
| 23 أبريل | حمامات، تونس ملعب ترابي $15،000 قرعة المباريات الفردية والزوجية                                                   | أوانا جافرلا ماريا مارفوتينا 6–2، 6–2                           | مانا أيواكا نينا ستادلر                  | كلارا بوريل كلوديا هوستي فيرر           | لوسيا مارزال مارتينيز نينا ستادلر ميشيل ألكسندرا زمو أوانا جافرلا         |
| 23 أبريل | أنطاليا، تركيا ملعب ترابي $15،000 قرعة المباريات الفردية والزوجية                                                 | إليزابيث هالباور 6–4، 6–2                                       | أوانا جيورجيتا سيميوني                   | هارونا أراكاوا أنستازيا بريبيلوفا       | جوليا ستاماتوفا كاميلا جيانجريكو كامبيز ديا إفتيموفا ماغدلينا بانتوتشكوفا |
| 23 أبريل | أنطاليا، تركيا ملعب ترابي $15،000 قرعة المباريات الفردية والزوجية                                                 | كرمن إيلونا كاترينا فانكوفا 7–5، 6–0                            | ماغدلينا بانتوتشكوفا إليسا فانلانجيندونك | هارونا أراكاوا أنستازيا بريبيلوفا       | جوليا ستاماتوفا كاميلا جيانجريكو كامبيز ديا إفتيموفا ماغدلينا بانتوتشكوفا |
| 30 أبريل | O1 Properties Ladies Cup خيمكي، روسيا ملعب صلب (indoor) 100٬000 دولار المباريات: الفردية – الزوجية                | فيرا لابكو 6–1، 6–3                                             | أناستازيا بوتابوفا                       | مونيكا نيكوليسكو فيتاليا دياتشينكو      | إيفانا جوروفيتش دنيز خازانوك نينا ستويانوفيتش جوليا غلوشكو                |
| 30 أبريل | O1 Properties Ladies Cup خيمكي، روسيا ملعب صلب (indoor) 100٬000 دولار المباريات: الفردية – الزوجية                | أولغا دوروشينا أناستاسيا كوماردينا 6–1، 6–2                     | فيرونيكا بيبيليايفا أناستاسيا تيخونوفا   | مونيكا نيكوليسكو فيتاليا دياتشينكو      | إيفانا جوروفيتش دنيز خازانوك نينا ستويانوفيتش جوليا غلوشكو                |
| 30 أبريل | Kangaroo Cup غيفو (غيفو)، اليابان ملعب صلب 80٬000 دولار المباريات: الفردية – الزوجية                              | كرامي نارا 6–2، 7–6(7–4)                                        | مويوكا أوتشجيما                          | ناو هيبينو آبي مايرز                    | هارييت دارت ميهارو إيمانيشي نايومي برودي موموكو كوبوري                    |
| 30 أبريل | Kangaroo Cup غيفو (غيفو)، اليابان ملعب صلب 80٬000 دولار المباريات: الفردية – الزوجية                              | ريكا فوجيوارا يوكي نايتو 7–5، 6–4                               | كسينيا ليكينا إميلي ويبلي سميث           | ناو هيبينو آبي مايرز                    | هارييت دارت ميهارو إيمانيشي نايومي برودي موموكو كوبوري                    |
| 30 أبريل | LTP Charleston Pro Tennis تشارلستون، الولايات المتحدة ملعب ترابي 80٬000 دولار المباريات: الفردية – الزوجية        | تايلور تاونسند 6–0، 6–4                                         | ماديسون برينجل                           | إيغا شفيونتيك كاترينا ستيوارت           | آلي كيك إيرينا فالكوني جيمي لوبي ويتني أوسويجوي                           |
| 30 أبريل | LTP Charleston Pro Tennis تشارلستون، الولايات المتحدة ملعب ترابي 80٬000 دولار المباريات: الفردية – الزوجية        | أليكسا غواراشي إيرين روتليف 6–1، 3–6، [10–5]                    | لويزا تشيريكو آلي كيك                    | إيغا شفيونتيك كاترينا ستيوارت           | آلي كيك إيرينا فالكوني جيمي لوبي ويتني أوسويجوي                           |
| 30 أبريل | تبليسي، جورجيا ملعب صلب $25،000 قرعة المباريات الفردية والزوجية                                                   | إيكاترين جورجودزي 6–4، 6–4                                      | ليسلي كيركوف                             | ماريام بولكفادزي أندريا أماليا روسكا    | تيريزا ميهاليكوفا إيزابيلا شنيكوفا أناستازيا فرولوفا بوجانا جوفانوفسكي    |
| 30 أبريل | تبليسي، جورجيا ملعب صلب $25،000 قرعة المباريات الفردية والزوجية                                                   | تيريزا ميهاليكوفا لورا بيجوسي 6–4، 6–1                          | سفياطلانا برازينكا إيريكا فوغلسانغ       | ماريام بولكفادزي أندريا أماليا روسكا    | تيريزا ميهاليكوفا إيزابيلا شنيكوفا أناستازيا فرولوفا بوجانا جوفانوفسكي    |
| 30 أبريل | بالاتونبوغلر، المجر ملعب ترابي $25،000 قرعة المباريات الفردية والزوجية                                            | كاجا جوفان 6–4، 6–1                                             | رالوكا جورجيانا سيربان                   | آنا زيا كاثرينا هوبغارسكي               | دانييلا فيسماني آنا ريموندينا مريم بيانكا بلغارو كلوي باكيوت              |
| 30 أبريل | بالاتونبوغلر، المجر ملعب ترابي $25،000 قرعة المباريات الفردية والزوجية                                            | آنا بوندار رالوكا جورجيانا سيربان 6–1، 7–6(7–2)                 | آغنيس بكتا دلما جالفي                    | آنا زيا كاثرينا هوبغارسكي               | دانييلا فيسماني آنا ريموندينا مريم بيانكا بلغارو كلوي باكيوت              |
| 30 أبريل | القاهرة، مصر ملعب ترابي $15،000 قرعة المباريات الفردية والزوجية                                                   | جيرجانا توبالوفا 7–5، 7–6(7–3)                                  | نوريا باريزاس دياز                       | سنيهيديفي ريدي بيتيا أرشينكوفا          | مارينا يودانوف مارليس زوبر بويانا مارينكوفيتش دومينيك كارغات              |
| 30 أبريل | القاهرة، مصر ملعب ترابي $15،000 قرعة المباريات الفردية والزوجية                                                   | بيتيا أرشينكوفا جيرجانا توبالوفا 4–6، 6–3، [10–4]               | ريا بهاتيا شيلبي تالكووت                 | سنيهيديفي ريدي بيتيا أرشينكوفا          | مارينا يودانوف مارليس زوبر بويانا مارينكوفيتش دومينيك كارغات              |
| 30 أبريل | عكا، إسرائيل ملعب صلب $15،000 قرعة المباريات الفردية والزوجية                                                     | لينا جلشكو 6–3، 6–3                                             | كارولين ويرنر                            | آنا كوباريفا إميلي ليند                 | نيكول نادال إيفا بريموراك إلينا-تيودورا كادار جوليا فولبيو                |
| 30 أبريل | عكا، إسرائيل ملعب صلب $15،000 قرعة المباريات الفردية والزوجية                                                     | مادلين كوبلت مايا تاهان 6–1، 6–3                                | ماديسون بورغينيون إيمي تارون             | آنا كوباريفا إميلي ليند                 | نيكول نادال إيفا بريموراك إلينا-تيودورا كادار جوليا فولبيو                |
| 30 أبريل | هواهين، تايلاند ملعب صلب $15،000 قرعة المباريات الفردية والزوجية                                                  | بونياوي ثامشايوا 6–1، 6–1                                       | نودنيدا لوانجنام                         | ما شيوي زيل ديساي                       | تشانغ يينغ ألديا سوتجيادي زوزانا زلوخوفا كاي شينيو                        |
| 30 أبريل | هواهين، تايلاند ملعب صلب $15،000 قرعة المباريات الفردية والزوجية                                                  | زيل ديساي بونياوي ثامشايوا 7–5، 6–1                             | شينغ يوقي ألديا سوتجيادي                 | ما شيوي زيل ديساي                       | تشانغ يينغ ألديا سوتجيادي زوزانا زلوخوفا كاي شينيو                        |
| 30 أبريل | الحمامات، تونس ملعب ترابي $15،000 قرعة المباريات الفردية والزوجية                                                 | بيا تشوك 6–3، 7–5                                               | مانا أيوكاوا                             | إيوانا لوريدانا روسكا فيكتوريا مونتيان  | غيو مار مارستاني نينا شتادلر داغمار دودلاكوفا كريستينا أداميسكو           |
| 30 أبريل | الحمامات، تونس ملعب ترابي $15،000 قرعة المباريات الفردية والزوجية                                                 | كريستينا أداميسكو إيوانا لوريدانا روسكا 6–4، 6–3                | مانا أيوكاوا أليسيا هيريرو لينانا        | إيوانا لوريدانا روسكا فيكتوريا مونتيان  | غيو مار مارستاني نينا شتادلر داغمار دودلاكوفا كريستينا أداميسكو           |
| 30 أبريل | أنطاليا، تركيا ملعب ترابي $15،000 قرعة المباريات الفردية والزوجية                                                 | ماريا فرنندا هيرازو 6–4، 6–1                                    | هارونا أراكاوا                           | ديا إفتيموفا إليزابيث هالباور           | كاميلا جيانجريكو كامبيز ني ما زوما ليكسي ستيفنز جوليا ستاماتوفا           |
| 30 أبريل | أنطاليا، تركيا ملعب ترابي $15،000 قرعة المباريات الفردية والزوجية                                                 | هارونا أراكاوا كرمن إيلونا انسحاب                               | ني ما زوما يو مي زوما                    | ديا إفتيموفا إليزابيث هالباور           | كاميلا جيانجريكو كامبيز ني ما زوما ليكسي ستيفنز جوليا ستاماتوفا           |

### مايو
| الأسبوع | البطولة | الفائزات                                               | الوصيفات                                   | المتأهلات لنصف النهائي                   | المتأهلات لربع النهائي                                                             |
| ------- | --- | ------------------------------------------------------ | ------------------------------------------ | ---------------------------------------- | ---------------------------------------------------------------------------------- |
| 7 مايو  | Open de Cagnes-sur-Mer كاني سور مير، فرنسا ملعب ترابي $100،000 المباريات: الفردية – الزوجية                | ريبيكا بيترسون 6–4، 7–5                                | دايانا يستريمسكا                           | أنس جابر أندريا بيتكوفيتش                | بيبيان ويجيرس دانييلا سيغيل Viktória Kužmová فيكتوريا غولوبيتش                     |
| 7 مايو  | Open de Cagnes-sur-Mer كاني سور مير، فرنسا ملعب ترابي $100،000 المباريات: الفردية – الزوجية                | كايتلين كريستيان Sabrina Santamaria 2–6، 7–5، [10–7]   | Vera Lapko غالينا فوسكوبويفا               | أنس جابر أندريا بيتكوفيتش                | بيبيان ويجيرس دانييلا سيغيل Viktória Kužmová فيكتوريا غولوبيتش                     |
| 7 مايو  | Jin'an Open لوان، الصين ملعب صلب $60،000 المباريات: الفردية – الزوجية                                      | Zhu Lin 6–0، 6–2                                       | ليو فانجزو                                 | هارييت دارت شون فانغيينغ                 | ماي مينوكوشي كارمان ثاندي أنكيتا راينا إريكا سما                                   |
| 7 مايو  | Jin'an Open لوان، الصين ملعب صلب $60،000 المباريات: الفردية – الزوجية                                      | هارييت دارت أنكيتا راينا 6–3، 6–3                      | ليو فانجزو شون فانغيينغ                    | هارييت دارت شون فانغيينغ                 | ماي مينوكوشي كارمان ثاندي أنكيتا راينا إريكا سما                                   |
| 7 مايو  | Fukuoka International Women's Cup فوكوكا، اليابان أرضية سجادية 60،000 دولار الفردي - الزوجي                | كاتي بولتر 5–7، 6–4، 6–2                               | كسينيا ليكينا                              | موموكو كوبوري أرينا روديونوفا            | نايومي برودي إيفانا جوروفيتش كاتي دان ريكا فوجيوارا                                |
| 7 مايو  | Fukuoka International Women's Cup فوكوكا، اليابان أرضية سجادية 60،000 دولار الفردي - الزوجي                | نايومي برودي آسيا محمد 6–2، 6–0                        | تارا مور أمرا ساديكوفيتش                   | موموكو كوبوري أرينا روديونوفا            | نايومي برودي إيفانا جوروفيتش كاتي دان ريكا فوجيوارا                                |
| 7 مايو  | روما، إيطاليا ملعب ترابي 25،000 دولار قرعة المباريات الفردية والزوجية                                      | مارتينا دي جوزيبي 7–5، 7–6(7–4)                        | فاني ستولار                                | جوليا غلوشكو مونيكا كيلناروفا            | جيسيكا ماليكوفا شانيل سيموندز تينا لوكاس ريناتا زارازوا                            |
| 7 مايو  | روما، إيطاليا ملعب ترابي 25،000 دولار قرعة المباريات الفردية والزوجية                                      | كوني بيرين شانيل سيموندز 6–7(0–7)، 6–1، [10–7]         | تشين باي-هسوان وو فانغ-هسين                | جوليا غلوشكو مونيكا كيلناروفا            | جيسيكا ماليكوفا شانيل سيموندز تينا لوكاس ريناتا زارازوا                            |
| 7 مايو  | غويانغ، كوريا الجنوبية ملعب صلب 25،000 دولار قرعة المباريات الفردية والزوجية                               | مايو هيبي 6–3، 6–3                                     | ليانغ إن-شوو                               | تشوي جي-هي هان نا-لي                     | لي سو را لي يا-هسوان مايا لومسدن تشانغ لينغ                                        |
| 7 مايو  | غويانغ، كوريا الجنوبية ملعب صلب 25،000 دولار قرعة المباريات الفردية والزوجية                               | هان نا-لي لي سو را 6–2، 5–7، [10–2]                    | ألريكك إيكري أكيكو أومي                    | تشوي جي-هي هان نا-لي                     | لي سو را لي يا-هسوان مايا لومسدن تشانغ لينغ                                        |
| 7 مايو  | Torneo Conchita Martínez منتشون، إسبانيا ملعب صلب 25،000 دولار قرعة المباريات الفردية والزوجية             | كاتي سوان 6–2، 6–3                                     | أليونا بولسوفا زادوينوف                    | جوليا جاتو مونتيكوني إيفا غيريرو ألفاريز | ماري بوزكوفا مارجريتا جاسباريان مارينا باسولس ريبيرا برانجالا يادلابالي            |
| 7 مايو  | Torneo Conchita Martínez منتشون، إسبانيا ملعب صلب 25،000 دولار قرعة المباريات الفردية والزوجية             | كريستينا بوكشا يانا سيزيكوفا 6–2، 5–7، [10–8]          | سارة بيث غري أوليفيا نيكولز                | جوليا جاتو مونتيكوني إيفا غيريرو ألفاريز | ماري بوزكوفا مارجريتا جاسباريان مارينا باسولس ريبيرا برانجالا يادلابالي            |
| 7 مايو  | القاهرة، مصر ملعب ترابي 15،000 دولار قرعة المباريات الفردية والزوجية                                       | ساندرا سمير 0–6، 3–6                                   | شيلبي تالكت                                | لميس الحسين عبد العزيز غيرغانا توبالوفا  | ميلاني سولانج كريوي ريا بهاتيا بيتي أرتشينكوفا دومينيك كارغيات                     |
| 7 مايو  | القاهرة، مصر ملعب ترابي 15،000 دولار قرعة المباريات الفردية والزوجية                                       | لميس الحسين عبد العزيز ماريا باتراسكو 6–4، 3–6، [9–11] | علا أبو ذكري ساندرا سمير                   | لميس الحسين عبد العزيز غيرغانا توبالوفا  | ميلاني سولانج كريوي ريا بهاتيا بيتي أرتشينكوفا دومينيك كارغيات                     |
| 7 مايو  | كابوشفار، هنغاريا ملعب ترابي $15،000 قرعة المباريات الفردية والزوجية                                       | آنا بوندار 4–6، 6–7(3–7)                               | أنيتا كلاديفوفا                            | كاتيرينا فانكوفا ماريا مارفوتينا         | أدريان ناغي إليسيا بولتون نيكا راديشيش ريكا لوكا جاني                              |
| 7 مايو  | كابوشفار، هنغاريا ملعب ترابي $15،000 قرعة المباريات الفردية والزوجية                                       | آنا بوندار بانا أودفاردي 6–7(6–8)، 1–6                 | يوليا ليسا ماريا مارفوتينا                 | كاتيرينا فانكوفا ماريا مارفوتينا         | أدريان ناغي إليسيا بولتون نيكا راديشيش ريكا لوكا جاني                              |
| 7 مايو  | ساجور، إسرائيل ملعب صلب $15،000 قرعة المباريات الفردية والزوجية                                            | إيلونا جيورجيانا غيورواي 2–6، 2–6                      | ميليس سيزر                                 | إلينا تيودورا كادار شيلي بيريزنياك       | فاسيليسا أبوناسينكو مارغاريتا لازاريفا جوليا فالبو سادافموه توليبوفا               |
| 7 مايو  | ساجور، إسرائيل ملعب صلب $15،000 قرعة المباريات الفردية والزوجية                                            | مادلين كوبلت إيفا بريموراك 3–6، 3–6                    | تمارا براد إتزهاكي أدفا دباح               | إلينا تيودورا كادار شيلي بيريزنياك       | فاسيليسا أبوناسينكو مارغاريتا لازاريفا جوليا فالبو سادافموه توليبوفا               |
| 7 مايو  | كارلسكرونا، السويد ملعب ترابي $15،000 قرعة المباريات الفردية والزوجية                                      | إيرينا رامياليسون 5–7، 7–5، 6–0                        | كارين بريتزا                               | ليزا ماتفيينكو فرانشيسكا جونز            | شانيل فان نغوين ميريام بيوركلاند مولي هيلجيسون ماليني هيلجو                        |
| 7 مايو  | كارلسكرونا، السويد ملعب ترابي $15،000 قرعة المباريات الفردية والزوجية                                      | كريستينا آداميسكو أندريا غيتيسكو 7–5، 7–5              | أستريد وانجا بروني أولسن ماليني هيلجو      | ليزا ماتفيينكو فرانشيسكا جونز            | شانيل فان نغوين ميريام بيوركلاند مولي هيلجيسون ماليني هيلجو                        |
| 7 مايو  | هوا هين، تايلاند ملعب صلب $15،000 قرعة المباريات الفردية والزوجية                                          | مانانشايا ساوانجكايو 1–6، 7–6(7–3)، 2–1 انسحاب         | بونيواي ثامشايوات                          | لورين جييرمو زوزانا زلوخوفا              | آلديا سوتجيادي تاماتشان مومكونثود نودنيدا لوانجنام باتشارين شيبشانديج              |
| 7 مايو  | هوا هين، تايلاند ملعب صلب $15،000 قرعة المباريات الفردية والزوجية                                          | وانغ داني آمي زو 1–6، 6–4، [10–7]                      | شينغ يوكي آلديا سوتجيادي                   | لورين جييرمو زوزانا زلوخوفا              | آلديا سوتجيادي تاماتشان مومكونثود نودنيدا لوانجنام باتشارين شيبشانديج              |
| 7 مايو  | تاكاريغوا، ترينيداد وتوباغو ملعب صلب $15،000 قرعة المباريات الفردية والزوجية                               | ماريا خوسيه بورتييو راميريز 6–2، 6–2                   | أندريا رينيه فيلاريل                       | سيلا فودور غيل برودسكي                   | إميلي أبلتون أكيلا جيمس يولاند ليكوك كيرستن أندريا ويدون                           |
| 7 مايو  | تاكاريغوا، ترينيداد وتوباغو ملعب صلب $15،000 قرعة المباريات الفردية والزوجية                               | إميلي أبلتون ماريا خوسيه بورتييو راميريز 6–4، 6–3      | كيري كارترايت كاريان بيير-لويس             | سيلا فودور غيل برودسكي                   | إميلي أبلتون أكيلا جيمس يولاند ليكوك كيرستن أندريا ويدون                           |
| 7 مايو  | الحمامات، تونس ملعب ترابي $15،000 قرعة المباريات الفردية والزوجية                                          | جيوومار مارستاني 7–6(7–1)، 6–3                         | فيكتوريا كان                               | سفينيا أوشنير فيرينا هوفر                | دينيس-أنتونيلا ستويكا شيراز بشري نويليا زيبالوس أندريا كا                          |
| 7 مايو  | الحمامات، تونس ملعب ترابي $15،000 قرعة المباريات الفردية والزوجية                                          | فيرينا هوفر أندريا كا 1–6، 6–2، [10–8]                 | فيتاليا ستامات ماريا زوتوفا                | سفينيا أوشنير فيرينا هوفر                | دينيس-أنتونيلا ستويكا شيراز بشري نويليا زيبالوس أندريا كا                          |
| 7 مايو  | أنطاليا، تركيا ملعب ترابي $15،000 قرعة المباريات الفردية والزوجية                                          | إليزابيث هالباور 6–3، 6–1                              | ماريام بولكفادزه                           | ليكسي ستيفنز ماريانا زاكارليوك           | ألكسندرا بوسبيلوفا مارجو بوفي بيا سومالينين كرمن إيلونا                            |
| 7 مايو  | أنطاليا، تركيا ملعب ترابي $15،000 قرعة المباريات الفردية والزوجية                                          | هارونا أراكاوا كرمن إيلونا 6–1، 6–0                    | ألكسندرا ديانا براغا أوانا جورجيتا سيميوني | ليكسي ستيفنز ماريانا زاكارليوك           | ألكسندرا بوسبيلوفا مارجو بوفي بيا سومالينين كرمن إيلونا                            |
| 14 مايو | بطولة إمباير السلوفاكية المفتوحة ترنافا، سلوفاكيا ملعب ترابي $100،000 فردي – زوجي                          | فيكتوريا كوزموفا 6–4، 1–6، 6–1                         | فيرونيكا سبيد رويج                         | إيكاترينا ألكسندروفا آنا بلينكوفا        | جوانا لارسون (تنس) كرامي نارا تيريزا مارتينكوفا أنهيلينا كالينينا                  |
| 14 مايو | بطولة إمباير السلوفاكية المفتوحة ترنافا، سلوفاكيا ملعب ترابي $100،000 فردي – زوجي                          | جيسيكا مور غالينا فوسكوبويفا 0–6، 3–6، [7–10]          | زينيا كنول آنا سميث                        | إيكاترينا ألكسندروفا آنا بلينكوفا        | جوانا لارسون (تنس) كرامي نارا تيريزا مارتينكوفا أنهيلينا كالينينا                  |
| 14 مايو | بطولة سان جودان الأوكيتانية سان جودان، فرنسا ملعب ترابي $60،000 فردي – زوجي                                | فيرا لابكو 6–2، 6–4                                    | كيرين ليموين                               | جايمي فورليس أرانتشا روس                 | كاتارينا زافاتسكا شيرازاد ريكس فالنتيني جراماتيكوبولو فيكتوريا توموفا              |
| 14 مايو | بطولة سان جودان الأوكيتانية سان جودان، فرنسا ملعب ترابي $60،000 فردي – زوجي                                | نايكثا بينز فرانشيسكا دي لورينزو 6–4، 1–6، [9–11]      | مانو أركانجيولي شيرازاد ريكس               | جايمي فورليس أرانتشا روس                 | كاتارينا زافاتسكا شيرازاد ريكس فالنتيني جراماتيكوبولو فيكتوريا توموفا              |
| 14 مايو | كأس كوروم كوروم، اليابان سجاد $60،000 فردي – زوجي                                                          | أيانو شيميزو 6–3، 7–5                                  | آبي مايرز                                  | نايومي برودي كسينيا ليكينا               | كاتي دان تامي باترسون هاروكا كاجي أرينا روديونوفا                                  |
| 14 مايو | كأس كوروم كوروم، اليابان سجاد $60،000 فردي – زوجي                                                          | نايومي برودي آسيا محمد 6–2، 6–4                        | كاتي دان أبيغيل تيري-أبيسا                 | نايومي برودي كسينيا ليكينا               | كاتي دان تامي باترسون هاروكا كاجي أرينا روديونوفا                                  |
| 14 مايو | كأس كلية ووهان المهنية ووهان، الصين ملعب صلب $25،000 قرعة المباريات الفردية والزوجية                       | لو جياجينغ 2–6، 4–6، 3–6                               | يوان يوي                                   | إميلي ويبلي سميث روتوجا بسالي            | ما شوييه قوه هانيو فاطمة النبهاني تشنغ وو شوانغ                                    |
| 14 مايو | كأس كلية ووهان المهنية ووهان، الصين ملعب صلب $25،000 قرعة المباريات الفردية والزوجية                       | ماي مينوكوشي إريكا سما 6–4، 6–1                        | قوه هانيو تشانغ يينغ                       | إميلي ويبلي سميث روتوجا بسالي            | ما شوييه قوه هانيو فاطمة النبهاني تشنغ وو شوانغ                                    |
| 14 مايو | إنتشون، كوريا الجنوبية ملعب صلب $25،000 قرعة المباريات الفردية والزوجية                                    | ليانغ إن شوا 6–2، 0–6، 7–5                             | هان نا لي                                  | لي سو را بيرفو جنجيز                     | كيم دا بين تشوي جي هي ألريكك إيكري أكيكو أومائي                                    |
| 14 مايو | إنتشون، كوريا الجنوبية ملعب صلب $25،000 قرعة المباريات الفردية والزوجية                                    | هان نا لي كيم نا ري 5–0، انسحاب                        | تشانغ كاي تشن شو تشينغ ون                  | لي سو را بيرفو جنجيز                     | كيم دا بين تشوي جي هي ألريكك إيكري أكيكو أومائي                                    |
| 14 مايو | لا بيسبال ديل أمبوردان، إسبانيا ملعب ترابي $25،000+H قرعة المباريات الفردية والزوجية                       | كاثينكا فون ديكمان 6–3، 3–6، 6–3                       | سارا سوريبس تورمو                          | فيتاليا دياتشينكو جيل تيخمان             | إستريلا كابيزا كانديلا وانغ شي يو بولا بادوسا جيبرت مونتسيرات غونزاليس             |
| 14 مايو | لا بيسبال ديل أمبوردان، إسبانيا ملعب ترابي $25،000+H قرعة المباريات الفردية والزوجية                       | جيمي لوبي آنا صوفيا سانشيز 6–3، 6–2                    | إيفون كافالي ريميرز كيارا شول              | فيتاليا دياتشينكو جيل تيخمان             | إستريلا كابيزا كانديلا وانغ شي يو بولا بادوسا جيبرت مونتسيرات غونزاليس             |
| 14 مايو | طبريا، إسرائيل ملعب صلب $15،000 قرعة المباريات الفردية والزوجية                                            | إيما رادوكانو 7–6(7–3)، 6–4                            | هيلين شولتسن                               | إيلينا-تيودورا كادار فلادا إكشيباروفا    | فيونا كودينو فاسيليسا أبوناسينكو نيكول ناديل ليتيسيا بولهارتوفا                    |
| 14 مايو | طبريا، إسرائيل ملعب صلب $15،000 قرعة المباريات الفردية والزوجية                                            | ريا باتيا مادلين كوبلت 6–3، 6–2                        | شافيت كيمتشي مايا تحان                     | إيلينا-تيودورا كادار فلادا إكشيباروفا    | فيونا كودينو فاسيليسا أبوناسينكو نيكول ناديل ليتيسيا بولهارتوفا                    |
| 14 مايو | سان سيفيرو، إيطاليا ملعب ترابي $15،000 قرعة المباريات الفردية والزوجية                                     | ديسبينا باباميتشايل 6–1، 6–2                           | سيمونا والترت                              | سوزان بانديتشي لوسيا برونزيتي            | أندريا غيتسكو جولي نيمير تشين بي-هسوان غيورغيا ماركيتي                             |
| 14 مايو | سان سيفيرو، إيطاليا ملعب ترابي $15،000 قرعة المباريات الفردية والزوجية                                     | تشين بي-هسوان وو فانغ-هسيان 6–3، 6–4                   | سفياتلانا برازينكا صوفيا شاباتافا          | سوزان بانديتشي لوسيا برونزيتي            | أندريا غيتسكو جولي نيمير تشين بي-هسوان غيورغيا ماركيتي                             |
| 14 مايو | غوتنبرغ، السويد ملعب ترابي $15،000 قرعة المباريات الفردية والزوجية                                         | رافينا كينغسلي 6–2، 6–4                                | ميريام بيوركلاند                           | إيرينا رامياليسون شانيل فان نغوين        | أليس جيلان كلارا تاوسون إميلي فرانكاتي أليس رامي                                   |
| 14 مايو | غوتنبرغ، السويد ملعب ترابي $15،000 قرعة المباريات الفردية والزوجية                                         | آنا بوبسكو مارينا يودانوف 6–4، 6–2                     | جوانا إيدوكونيت داريا كوتزر                | إيرينا رامياليسون شانيل فان نغوين        | أليس جيلان كلارا تاوسون إميلي فرانكاتي أليس رامي                                   |
| 14 مايو | حمامات، تونس ملعب ترابي $15،000 قرعة المباريات الفردية والزوجية                                            | أنجيليكا موراتيلي 7–5، 7–5                             | جايد سوفراين                               | ماتيلد أرميتانو ماري تيمن                | جولييت شتور فيديريكا براتي يانا مورديرجر لوكريزيا ستيفانيني                        |
| 14 مايو | حمامات، تونس ملعب ترابي $15،000 قرعة المباريات الفردية والزوجية                                            | ماري بينوا أنجيليكا موراتيلي 6–3، 6–4                  | أوليانا أيزاتولينا جولييت شتور             | ماتيلد أرميتانو ماري تيمن                | جولييت شتور فيديريكا براتي يانا مورديرجر لوكريزيا ستيفانيني                        |
| 14 مايو | أنطاليا، تركيا ملعب ترابي $15،000 قرعة المباريات الفردية والزوجية                                          | ماغدالينا بانتوشكوفا 6–4، 6–1                          | مريم بولكفادزي                             | فاليريا يوششينكو ميرا أنتونيش            | ماريانا درازيتش كريستينا إين ني ما زهوما أوانا جورجيتا سيمييون                     |
| 14 مايو | أنطاليا، تركيا ملعب ترابي $15،000 قرعة المباريات الفردية والزوجية                                          | هارونا أراكاوا ماغدالينا بانتوشكوفا 7–5، 7–6(7–3)      | سوزان لامينس أرينا غابرييلا فاسيليسكو      | فاليريا يوششينكو ميرا أنتونيش            | ماريانا درازيتش كريستينا إين ني ما زهوما أوانا جورجيتا سيمييون                     |
| 21 مايو | ITF Women's Circuit – باوتو باوتو، الصين ملعب ترابي (indoor) $60،000 المباريات الفردية – المباريات الزوجية | نينا ستويانوفيتش 6–0، 6–4                              | Xu Shilin                                  | تشانغ كيلين ما شويوي                     | تشنغ ووشوانغ نيكا كوكهارتشوك ماي مينوكوشي أندريا أماليا روشا                       |
| 21 مايو | ITF Women's Circuit – باوتو باوتو، الصين ملعب ترابي (indoor) $60،000 المباريات الفردية – المباريات الزوجية | أليسون باي ألكساندرينا نايدينوفا 6–4، 0–6، [10–6]      | ناتاليا كوستيتش نيكا كوكهارتشوك            | تشانغ كيلين ما شويوي                     | تشنغ ووشوانغ نيكا كوكهارتشوك ماي مينوكوشي أندريا أماليا روشا                       |
| 21 مايو | كزرتة، إيطاليا ملعب ترابي $25،000 قرعة المباريات الفردية والزوجية                                          | كيمبرلي زيمرمان 1–6، 7–5، 6–1                          | ستيفانيا روبيني                            | أناستازيا جريمالسكا ماري بينوا           | لودميلا سامسونوفا لورا شايدر ليزا سابينو سيندي برغر                                |
| 21 مايو | كزرتة، إيطاليا ملعب ترابي $25،000 قرعة المباريات الفردية والزوجية                                          | تشن بيي هوان وو فانغ شيان 7–6(8–6)، 6–3                | جايمي فورليس إيلين بيريز                   | أناستازيا جريمالسكا ماري بينوا           | لودميلا سامسونوفا لورا شايدر ليزا سابينو سيندي برغر                                |
| 21 مايو | كارويزاوا، اليابان Carpet $25،000 قرعة المباريات الفردية والزوجية                                          | موموكو كوبوري 6–0، 6–2                                 | ميابي إينو                                 | آبي مايرز تامي باترسون                   | مي ياماغوتشي ساكورا هوندو كاناكو موريساكي آسيا محمد                                |
| 21 مايو | كارويزاوا، اليابان Carpet $25،000 قرعة المباريات الفردية والزوجية                                          | موموكو كوبوري أيانو شيميزو 6–0، 6–3                    | تشيزا هوسونما كاناكو موريساكي              | آبي مايرز تامي باترسون                   | مي ياماغوتشي ساكورا هوندو كاناكو موريساكي آسيا محمد                                |
| 21 مايو | تشانغوون، كوريا الجنوبية ملعب صلب $25،000 قرعة المباريات الفردية والزوجية                                  | لي يا-هسوان 0–6، 6–3، 6–0                              | فارفارا فلينك                              | جونغ سو نام ألريكك إيكري                 | تشوي جي هي ريسا أوزاكي لي سو-را فيكتوريا رودريغيز                                  |
| 21 مايو | تشانغوون، كوريا الجنوبية ملعب صلب $25،000 قرعة المباريات الفردية والزوجية                                  | كيم نا ري لي سو-را 6–1، 6–1                            | كيم دا-بين يو مين هوا                      | جونغ سو نام ألريكك إيكري                 | تشوي جي هي ريسا أوزاكي لي سو-را فيكتوريا رودريغيز                                  |
| 21 مايو | ليس فرانكويسيس ديل فاليس، إسبانيا ملعب صلب $25،000 قرعة المباريات الفردية والزوجية                         | باولا بادوسا جيلبرت 6–4، 3–6، 6–2                      | مارغريتا غاسباريان                         | رالوكا جيورجيانا شيربان كاتي سوان        | أولغا سايز لارا إليكسان ليتشيميا آنا صوفيا سانشيز سيون مينديز                      |
| 21 مايو | ليس فرانكويسيس ديل فاليس، إسبانيا ملعب صلب $25،000 قرعة المباريات الفردية والزوجية                         | جوليانا أولموس لورا بيجوسي 6–4، 6–4                    | رالوكا جيورجيانا شيربان برانجالا يادلابالي | رالوكا جيورجيانا شيربان كاتي سوان        | أولغا سايز لارا إليكسان ليتشيميا آنا صوفيا سانشيز سيون مينديز                      |
| 21 مايو | ذا أوكس كلوب تشالنجر أوسبري، الولايات المتحدة ملعب ترابي $25،000 قرعة المباريات الفردية والزوجية           | دينيز خازانيوك 6–4، 4–6، [10–6]                        | صوفي تشانغ                                 | أوسوي مايتان أركونادا آشلي كراتزير       | هيلي بابتيست كاترينا ستيوارت سالما إوينج آلي كيك                                   |
| 21 مايو | ذا أوكس كلوب تشالنجر أوسبري، الولايات المتحدة ملعب ترابي $25،000 قرعة المباريات الفردية والزوجية           | تم إلغاء منافسة الزوجي بسبب سوء الأحوال الجوية         |                                            | أوسوي مايتان أركونادا آشلي كراتزير       | هيلي بابتيست كاترينا ستيوارت سالما إوينج آلي كيك                                   |
| 21 مايو | أويرس، البرتغال ملعب ترابي $15،000 قرعة المباريات الفردية والزوجية                                         | يلينا إن-ألبون 7–5، انسحاب                             | تامارين هندلر                              | لوسي ورنييه جابرييلا دا سيلفا-فيك        | لوسيا كورتيز لوركا لوسيا مارزال مارتينيز كارولا باتريسيا بيجينارو ماريا جواو كوهلر |
| 21 مايو | أويرس، البرتغال ملعب ترابي $15،000 قرعة المباريات الفردية والزوجية                                         | آنا كلاسن رومي كولتزر 6–3، 6–3                         | ألبا كارييو مارين كلاوديا سيانسي           | لوسي ورنييه جابرييلا دا سيلفا-فيك        | لوسيا كورتيز لوركا لوسيا مارزال مارتينيز كارولا باتريسيا بيجينارو ماريا جواو كوهلر |
| 21 مايو | الحمامات، تونس ملعب ترابي $15،000 قرعة المباريات الفردية والزوجية                                          | أنجيليكا موراتيلي 6–3، 6–3                             | ناستازيا بورنيت                            | إليني كوردولايمي تايسييا مورديرجر        | داناي بيترولا بترا يانوكوفا ماري تيمين جوليت ستويير                                |
| 21 مايو | الحمامات، تونس ملعب ترابي $15،000 قرعة المباريات الفردية والزوجية                                          | بترا يانوكوفا جوليت ستويير 6–0، 6–0                    | بريتاني كولينز سيلين فريتش                 | إليني كوردولايمي تايسييا مورديرجر        | داناي بيترولا بترا يانوكوفا ماري تيمين جوليت ستويير                                |
| 21 مايو | أنطاليا، تركيا ملعب ترابي $15،000 قرعة المباريات الفردية والزوجية                                          | غريت مينين 6–0، 6–1                                    | جوليا ستاماتوفا                            | ماجدالينا بانتوكوفا فاليريا يوششينكو     | جاستين بيسون آنا بريبيلوفا أنجلينا زورافليفا مريم بولكفادزه                        |
| 21 مايو | أنطاليا، تركيا ملعب ترابي $15،000 قرعة المباريات الفردية والزوجية                                          | ميرا أنطونيتش جوهانا ماركوفا 6–3، 7–5                  | هارونا أراكاوا ماجدالينا بانتوكوفا         | ماجدالينا بانتوكوفا فاليريا يوششينكو     | جاستين بيسون آنا بريبيلوفا أنجلينا زورافليفا مريم بولكفادزه                        |
| 28 مايو | لوزهاو، الصين ملعب صلب $25،000 قرعة المباريات الفردية والزوجية                                             | تشانغ يوكسوان 6–2، 6–0                                 | Gai Ao                                     | يو إكسياودي Andreea Amalia Roșca         | هان زينيون أليسون باي Cao Siqi لو جينغجينغ                                         |
| 28 مايو | لوزهاو، الصين ملعب صلب $25،000 قرعة المباريات الفردية والزوجية                                             | هان زينيون لو جينغجينغ 6–3، 6–3                        | أليسون باي Andreea Amalia Roșca            | يو إكسياودي Andreea Amalia Roșca         | هان زينيون أليسون باي Cao Siqi لو جينغجينغ                                         |
| 28 مايو | غراتو، إيطاليا ملعب ترابي $25،000 قرعة المباريات الفردية والزوجية                                          | تشالا بويوكاكاتشاي 6–2، 6–2                            | مارتينا دي جوزيبي                          | Renata Zarazúa سيلفيا سولير إسبينوزا     | جاكلين كريستيان كاتارينا زافاتسكا ماري بينوا ماريا كاميلا أوسوريو سيرانو           |
| 28 مايو | غراتو، إيطاليا ملعب ترابي $25،000 قرعة المباريات الفردية والزوجية                                          | غيورغيا ماركيتي أليس ماتيوكسي 6–0، 6–4                 | نايكثا بينز ريكا فوجيوارا                  | Renata Zarazúa سيلفيا سولير إسبينوزا     | جاكلين كريستيان كاتارينا زافاتسكا ماري بينوا ماريا كاميلا أوسوريو سيرانو           |
| 28 مايو | أوبيدوس، البرتغال Carpet $25،000 قرعة المباريات الفردية والزوجية                                           | كاتارزينا كاوا 4–6، 7–5، 6–3                           | ديانا رادانوفيتش                           | يلينا إن-ألبون لينا جورشيسكا             | داليلا سبتييري أورزولا رادفانسكا أمينا أنشبا لينا روفر                             |
| 28 مايو | أوبيدوس، البرتغال Carpet $25،000 قرعة المباريات الفردية والزوجية                                           | أمينا أنشبا صوفيا شاباتافا 6–7(4–7)، 6–0، [11–9]       | لورا-إيونا أندري جوليا واتشاتسيك           | يلينا إن-ألبون لينا جورشيسكا             | داليلا سبتييري أورزولا رادفانسكا أمينا أنشبا لينا روفر                             |
| 28 مايو | هواهين، تايلاند ملعب صلب 25٬000 دولار قرعة المباريات الفردية والزوجية                                      | جوليا غلوشكو 6–2، 6–2                                  | ألكسندرا بوزوفيتش                          | كايلا مكفي تشانغ كيلين                   | برانجالا يادالبالي واتشاكول سواتدي كانغ جياكي ماديسون إنجليس                       |
| 28 مايو | هواهين، تايلاند ملعب صلب 25٬000 دولار قرعة المباريات الفردية والزوجية                                      | Victoria Rodríguez إيرين روتليف 7–5، 3–6، [10–6]       | نيشا ليرتبيتاكسينتشاي بينجتارن بليبويتش    | كايلا مكفي تشانغ كيلين                   | برانجالا يادالبالي واتشاكول سواتدي كانغ جياكي ماديسون إنجليس                       |
| 28 مايو | نابولي، الولايات المتحدة ملعب ترابي 25٬000 دولار قرعة المباريات الفردية والزوجية                           | نيكول غيبس 6–4، 6–4                                    | آشلي كراتزير                               | آلي كيك روبن أندرسون                     | باولا كريستينا غونسالفيس آن لي هيلي بابتيست دينيس خازانيك                          |
| 28 مايو | نابولي، الولايات المتحدة ملعب ترابي 25٬000 دولار قرعة المباريات الفردية والزوجية                           | آنا دانيلينا جينيفيف لوربيرجز 6–3، 1–6، [11–9]         | راشيدا مكادو كاترينا ستيوارت               | آلي كيك روبن أندرسون                     | باولا كريستينا غونسالفيس آن لي هيلي بابتيست دينيس خازانيك                          |
| 28 مايو | أنديجان، أوزبكستان ملعب صلب 25٬000 دولار قرعة المباريات الفردية والزوجية                                   | سابينا شاريبوفا 6–4، 6–2                               | كاجا جوفان                                 | إيرينا شيمانوفيتش كسينيا ألكان           | فاليريا ستراخوفا فارفارا فلينك جوليا تيرزييسكا فاليريا زيليفا                      |
| 28 مايو | أنديجان، أوزبكستان ملعب صلب 25٬000 دولار قرعة المباريات الفردية والزوجية                                   | كرمن إيلونا إيرينا شيمانوفيتش 6–4، 6–4                 | أناستاسيا جاسانوفا إيكاترينا ياشينا        | إيرينا شيمانوفيتش كسينيا ألكان           | فاليريا ستراخوفا فارفارا فلينك جوليا تيرزييسكا فاليريا زيليفا                      |
| 28 مايو | نيش، صربيا ملعب ترابي $15،000 قرعة المباريات الفردية والزوجية                                              | غابرييلا هوراتشكوفا 7–5، 6–3                           | تيميا جاروشكوفا                            | ديسبينا باباميتشايل إدواردا بياي         | غابرييلا بانتوتشكوفا ريبيكا بيريرا باربرا بونيتش ناتالي كوراتا                     |
| 28 مايو | نيش، صربيا ملعب ترابي $15،000 قرعة المباريات الفردية والزوجية                                              | ماسا يوفانوفيتش يلينا ستويانوفيتش 6–1، 7–6(7–2)        | غابرييلا دوكا يوليا ليسا                   | ديسبينا باباميتشايل إدواردا بياي         | غابرييلا بانتوتشكوفا ريبيكا بيريرا باربرا بونيتش ناتالي كوراتا                     |
| 28 مايو | الحمامات، تونس ملعب ترابي $15،000 قرعة المباريات الفردية والزوجية                                          | بيا تشوك 7–5، 6–3                                      | إليني كوردولايمي                           | تامارين هندلر كاثارينا هوبغارسكي         | إليسا فانلانغندونك أليس رامي باولا بارانانو ميريل هويدت                            |
| 28 مايو | الحمامات، تونس ملعب ترابي $15،000 قرعة المباريات الفردية والزوجية                                          | إليني كوردولايمي أليس رامي 6–2، 6–3                    | بيا تشوك إليسا فانلانغندونك                | تامارين هندلر كاثارينا هوبغارسكي         | إليسا فانلانغندونك أليس رامي باولا بارانانو ميريل هويدت                            |
| 28 مايو | أنطاليا، تركيا ملعب ترابي $15،000 قرعة المباريات الفردية والزوجية                                          | فيديريكا بيلاردو 6–1، 4–6، 6–1                         | ديا إفتيموفا                               | أنجيلينا زورافليفا غريت مينين            | فيرينا ميليس أرليندا روشيني جوليا ستاماتوفا ميليس سيزر                             |
| 28 مايو | أنطاليا، تركيا ملعب ترابي $15،000 قرعة المباريات الفردية والزوجية                                          | ديا إفتيموفا أنجيلينا زورافليفا 7–5، 3–6، [14–12]      | مارينا تشيرنيشوفا ميليس سيزر               | أنجيلينا زورافليفا غريت مينين            | فيرينا ميليس أرليندا روشيني جوليا ستاماتوفا ميليس سيزر                             |

### يونيو
| الأسبوع  | البطولة | الفائزات                                                   | الوصيفات                                    | المتأهلات لنصف النهائي                   | المتأهلات لربع النهائي                                                     |
| -------- | --- | ---------------------------------------------------------- | ------------------------------------------- | ---------------------------------------- | -------------------------------------------------------------------------- |
| 4 يونيو  | Surbiton Trophy سوربيتون، المملكة المتحدة عشب $100،000 فردي – زوجي                                                   | أليسون ريسك 6–2، 6–4                                       | كوني بيرين                                  | هارييت دارت بريسيلا هون                  | غابرييلا تايلور يانينا ويكماير كاتي بولتر كريستي آهن                       |
| 4 يونيو  | Surbiton Trophy سوربيتون، المملكة المتحدة عشب $100،000 فردي – زوجي                                                   | جيسيكا مور إيلين بيريز 4–6، 7–5، [10–3]                    | أرينا روديونوفا يانينا ويكماير              | هارييت دارت بريسيلا هون                  | غابرييلا تايلور يانينا ويكماير كاتي بولتر كريستي آهن                       |
| 4 يونيو  | Internazionali Femminili di Brescia بريشا، إيطاليا ملعب ترابي $60،000 فردي – زوجي                                    | كايا كانيبي 6–4، 6–3                                       | مارتينا تريفيسان                            | أناستازيا جريمالسكا فرانشيسكا دي لورينزو | إيكاترين جورجودزي كاثينكا فون ديكمان لورا سيجموند ألكسندرا دولغيرو         |
| 4 يونيو  | Internazionali Femminili di Brescia بريشا، إيطاليا ملعب ترابي $60،000 فردي – زوجي                                    | كريستينا دينو جانا بوزنيخيرينكو 6–3، 7–6(8–6)              | ألكسندرا بانوفا أناستاسيا بريبيلوفا         | أناستازيا جريمالسكا فرانشيسكا دي لورينزو | إيكاترين جورجودزي كاثينكا فون ديكمان لورا سيجموند ألكسندرا دولغيرو         |
| 4 يونيو  | تشانغشا، الصين ملعب صلب $25،000 قرعة المباريات الفردية والزوجية                                                      | هان زينيون 5–7، 6–0، 4–6                                   | أليسون باي                                  | قوه هانيو لو جينغجينغ                    | تشانغ يوكسوان شون فانيينغ إريكا سما وي تشانلان                             |
| 4 يونيو  | تشانغشا، الصين ملعب صلب $25،000 قرعة المباريات الفردية والزوجية                                                      | فينج شوو جيانغ شينيو 3–6، 6–4، [9–11]                      | هان زينيون تشانغ ينغ                        | قوه هانيو لو جينغجينغ                    | تشانغ يوكسوان شون فانيينغ إريكا سما وي تشانلان                             |
| 4 يونيو  | ستاري سبلابي، جمهورية التشيك ملعب ترابي $25،000+H قرعة المباريات الفردية والزوجية                                    | مونيكا كيلناروفا 6–7(5–7)، 3–6                             | ريبيكا سرامكوفا                             | إليتسا كوستوفا إيزابيلا شنيكوفا          | أني ميجاتشيكا مايا شوالينسكا كيمبرلي زيمرمان تاييسيا مورديرجر              |
| 4 يونيو  | ستاري سبلابي، جمهورية التشيك ملعب ترابي $25،000+H قرعة المباريات الفردية والزوجية                                    | ماريا مارفوتينا أنستازيا زاريتشكا 7–5، 1–6، [8–10]         | جوهانا ماركوفا ساره-ريبيكا سيكوليك          | إليتسا كوستوفا إيزابيلا شنيكوفا          | أني ميجاتشيكا مايا شوالينسكا كيمبرلي زيمرمان تاييسيا مورديرجر              |
| 4 يونيو  | أوبيدوس، البرتغال سجاد $25،000 قرعة المباريات الفردية والزوجية                                                       | ديانا رادانوفيتش 2–6، 1–6                                  | جوليا جاتو مونتيكوني                        | فاليريا سولوفيفا كاثرين سيبوف            | نوريا باريزاس دياز أمينة أنشبا بيرفو جنكيز صوفيا شاباتافا                  |
| 4 يونيو  | أوبيدوس، البرتغال سجاد $25،000 قرعة المباريات الفردية والزوجية                                                       | لينيا مالمكويست أنجيليكا موراتيللي 5–7، 1–2، انسحاب        | بيرفو جنكيز ساره توميتش                     | فاليريا سولوفيفا كاثرين سيبوف            | نوريا باريزاس دياز أمينة أنشبا بيرفو جنكيز صوفيا شاباتافا                  |
| 4 يونيو  | سنغافورة ملعب صلب $25،000 قرعة المباريات الفردية والزوجية                                                            | هيروكو كواتا 7–6(7–4)، 6–0                                 | يوفانا جاكشيك                               | ميسا إجوشي هاروكا كاجي                   | لي بي-تشي ماي مينوكوشي بريسيلا هيس كيم دا-بين                              |
| 4 يونيو  | سنغافورة ملعب صلب $25،000 قرعة المباريات الفردية والزوجية                                                            | زوي هايفز أوليفيا تجاندراموليا 6–4، 4–6، [10–6]            | ميابي إينو جونري ناميجاتا                   | ميسا إجوشي هاروكا كاجي                   | لي بي-تشي ماي مينوكوشي بريسيلا هيس كيم دا-بين                              |
| 4 يونيو  | هوا هين، تايلاند ملعب صلب 25٬000 دولار قرعة المباريات الفردية والزوجية                                               | Victoria Rodríguez 6–4، 6–1                                | جوليا غلوشكو                                | كارمان ثاندي زوزانا زلوخوفا              | ما شويي ريسا أوزاكي بينجتارن بليبويتش جاكلين كاكو                          |
| 4 يونيو  | هوا هين، تايلاند ملعب صلب 25٬000 دولار قرعة المباريات الفردية والزوجية                                               | Victoria Rodríguez إيرين روتليف 6–4، 6–4                   | مانا أيوكاوا نينا ستادلر                    | كارمان ثاندي زوزانا زلوخوفا              | ما شويي ريسا أوزاكي بينجتارن بليبويتش جاكلين كاكو                          |
| 4 يونيو  | بيثاني بيتش، الولايات المتحدة ملعب ترابي 25٬000 دولار قرعة المباريات الفردية والزوجية                                | غريس مين 6–4، 6–2                                          | كاترينا ستيوارت                             | غابرييلا تالابا آشلي كراتزير             | جيسيكا بيجلا رافينا كينجسلي روبن أندرسون أوسوي مايتان أركونادا             |
| 4 يونيو  | بيثاني بيتش، الولايات المتحدة ملعب ترابي 25٬000 دولار قرعة المباريات الفردية والزوجية                                | روبن أندرسون مايجان ماناسي 2–6، 7–6(8–6)، [10–3]           | كوين جليسون سناز ماراند                     | غابرييلا تالابا آشلي كراتزير             | جيسيكا بيجلا رافينا كينجسلي روبن أندرسون أوسوي مايتان أركونادا             |
| 4 يونيو  | نمنكان، أوزبكستان ملعب صلب 25٬000 دولار قرعة المباريات الفردية والزوجية                                              | سابينا شاريبوفا 6–1، 6–1                                   | إيرينا شيمانوفيتش                           | نيجينا أبدوريموفا كاجا جوفان             | آنا مورجينا جوليا تيرزييسكا أولجا دوروشينا كسينيا ليكينا                   |
| 4 يونيو  | نمنكان، أوزبكستان ملعب صلب 25٬000 دولار قرعة المباريات الفردية والزوجية                                              | أناستاسيا جاسانوفا إيكاترينا ياشينا 6–3، 6–1               | آنا مورجينا جوليا تيرزييسكا                 | نيجينا أبدوريموفا كاجا جوفان             | آنا مورجينا جوليا تيرزييسكا أولجا دوروشينا كسينيا ليكينا                   |
| 4 يونيو  | مينسك، بيلاروس ملعب ترابي 15٬000 دولار قرعة المباريات الفردية والزوجية                                               | يوليا هاتوشكا 4–6، 6–1، 6–0                                | فلادا زفيريفا                               | آنا سيسكوفا مارغريتا سكريابينا           | ميليس سيزر جيولنارا نازاروفا أَرينا غابرييلا فاسيليسو داريا نازاركينا       |
| 4 يونيو  | مينسك، بيلاروس ملعب ترابي 15٬000 دولار قرعة المباريات الفردية والزوجية                                               | إيبيك أوز ميليس سيزر 6–1، 0–6، [10–8]                      | آنا كوباريفا آنا سيسكوفا                    | آنا سيسكوفا مارغريتا سكريابينا           | ميليس سيزر جيولنارا نازاروفا أَرينا غابرييلا فاسيليسو داريا نازاركينا       |
| 4 يونيو  | بانيا لوكا، البوسنة والهرسك ملعب ترابي $15،000 قرعة المباريات الفردية والزوجية                                       | ميكايلا بايرلوفا 6–2، 6–1                                  | ساتسوكي تاكامورا                            | ماريانا زاكارليوك ميلانا سبريمو          | غابرييلا دوكا يانا يابلونوفسكا سيلفيا نجيريتش جيمري أنيل                   |
| 4 يونيو  | بانيا لوكا، البوسنة والهرسك ملعب ترابي $15،000 قرعة المباريات الفردية والزوجية                                       | أنيا غال شايلا غلاواش 7–6(7–5)، 1–6، [10–6]                | يانا يابلونوفسكا ستيلا كوفاتشيتشوفا         | ماريانا زاكارليوك ميلانا سبريمو          | غابرييلا دوكا يانا يابلونوفسكا سيلفيا نجيريتش جيمري أنيل                   |
| 4 يونيو  | تل أبيب، إسرائيل ملعب صلب $15،000 قرعة المباريات الفردية والزوجية                                                    | إيلينا-تيودورا كادار 3–6، 6–1، 6–4                         | نيكول نادل                                  | سادافموه توليبوفا فيونا كودينو           | فلادا إكشيباروفا فاسيليسا أبوناسينكو لو أدلر لينا غلشكو                    |
| 4 يونيو  | تل أبيب، إسرائيل ملعب صلب $15،000 قرعة المباريات الفردية والزوجية                                                    | إيلينا-تيودورا كادار فلادا إكشيباروفا 6–3، 3–6، [10–6]     | شاهار بيرين ليتيسيا بولشارتوفا              | سادافموه توليبوفا فيونا كودينو           | فلادا إكشيباروفا فاسيليسا أبوناسينكو لو أدلر لينا غلشكو                    |
| 4 يونيو  | سانغجو، كوريا الجنوبية ملعب صلب (داخلي) $15،000 قرعة المباريات الفردية والزوجية                                      | وو هو-تشينغ 7–5، 6–3                                       | لي يا-هسوان                                 | ليو تشانغ جيونغ سو-نام                   | لي يون-هاي تشيسا هوسونومه كاناكو موريساكي أياكا أوكونو                     |
| 4 يونيو  | سانغجو، كوريا الجنوبية ملعب صلب (داخلي) $15،000 قرعة المباريات الفردية والزوجية                                      | تشو إي-هسوان وانغ داني 7–5، 6–3                            | تشيسا هوسونومه كاناكو موريساكي              | ليو تشانغ جيونغ سو-نام                   | لي يون-هاي تشيسا هوسونومه كاناكو موريساكي أياكا أوكونو                     |
| 4 يونيو  | مدريد، إسبانيا ملعب ترابي $15،000 قرعة المباريات الفردية والزوجية                                                    | غيورغيا ماركيتي 6–1، 2–6، 6–1                              | جولي جيرفيه                                 | غيومار مارستاني مارينا باسولس رييرا      | إستيل كاسينو أنجيلا فيتا بولودا نويليا بوزو زانوتي ماريا خوسيه لوكي مورينو |
| 4 يونيو  | مدريد، إسبانيا ملعب ترابي $15،000 قرعة المباريات الفردية والزوجية                                                    | إستيل كاسينو غيورغيا ماركيتي 2–6، 6–4، [10–7]              | جيسيكا هو يوليا ليسا                        | غيومار مارستاني مارينا باسولس رييرا      | إستيل كاسينو أنجيلا فيتا بولودا نويليا بوزو زانوتي ماريا خوسيه لوكي مورينو |
| 4 يونيو  | الحمامات، تونس ملعب ترابي $15،000 قرعة المباريات الفردية والزوجية                                                    | إليني كوردوليمي 6–1، 7–5                                   | أليس رامي                                   | فيرينا هوفر بيا تشوك                     | إليسا فانلانجندنك فيرونيكا نابوليتانو كلوديا هوستي فيرير أميرة بن عيسى     |
| 4 يونيو  | الحمامات، تونس ملعب ترابي $15،000 قرعة المباريات الفردية والزوجية                                                    | إليني كوردوليمي أليس رامي 6–2، 6–2                         | ميريل هودت إليسا فانلانجندنك                | فيرينا هوفر بيا تشوك                     | إليسا فانلانجندنك فيرونيكا نابوليتانو كلوديا هوستي فيرير أميرة بن عيسى     |
| 4 يونيو  | أنطاليا، تركيا ملعب ترابي $15،000 قرعة المباريات الفردية والزوجية                                                    | داريا لوبيتسكا 6–2، 7–6(7–5)                               | جوليا ستاماتوفا                             | أنجلينا زورافليفا لارا سالدن             | جينيفر لوكهام فرانشيسكا بولاني إيلاي يورك يوليا كوليكوفا                   |
| 4 يونيو  | أنطاليا، تركيا ملعب ترابي $15،000 قرعة المباريات الفردية والزوجية                                                    | يوليا كوليكوفا آنا أوركي 6–4، 5–7، [10–6]                  | مارغو بوفاي لارا سالدن                      | أنجلينا زورافليفا لارا سالدن             | جينيفر لوكهام فرانشيسكا بولاني إيلاي يورك يوليا كوليكوفا                   |
| 11 يونيو | Manchester Trophy مانشستر، المملكة المتحدة عشب $100٬000 فردي – زوجي                                                  | أنس جابر 6–2، 6–1                                          | سارا سوريبس تورمو                           | يفجينيا رودينا يساليني بونافنتور         | ماري بوزكوفا فيكتوريا غولوبيتش مايو هيبي هارييت دارت                       |
| 11 يونيو | Manchester Trophy مانشستر، المملكة المتحدة عشب $100٬000 فردي – زوجي                                                  | لوكسيكا كومخوم برارثانا ثومبارا 7–6(7–5)، 6–3              | نايومي برودي آسيا محمد                      | يفجينيا رودينا يساليني بونافنتور         | ماري بوزكوفا فيكتوريا غولوبيتش مايو هيبي هارييت دارت                       |
| 11 يونيو | Hódmezővásárhely Ladies Open هدمزوفازارهلي، المجر ملعب ترابي $60٬000 فردي – زوجي                                     | ماريانا دوكي مارينيو 4–6، 7–5، 6–2                         | إرينا براء                                  | تشالا بويوكاكاتشاي إيرينا خروماتشيفا     | فلنتينا إفاكنينكو أنهيلينا كالينينا كاتارينا زافاتسكا نينا ستويانوفيتش     |
| 11 يونيو | Hódmezővásárhely Ladies Open هدمزوفازارهلي، المجر ملعب ترابي $60٬000 فردي – زوجي                                     | ريكا لوكا جاني ناديه بودوروسكا 6–4، 6–4                    | دانكا كوفينتش نينا ستويانوفيتش              | تشالا بويوكاكاتشاي إيرينا خروماتشيفا     | فلنتينا إفاكنينكو أنهيلينا كالينينا كاتارينا زافاتسكا نينا ستويانوفيتش     |
| 11 يونيو | Bredeney Ladies Open إسن (ألمانيا)، ألمانيا ملعب ترابي $25٬000 قرعة المباريات الفردية والزوجية                       | ماندي مينلا 7–5، 4–6، 6–4                                  | سيندي برغر                                  | بيمرا أوزجن لينا روفر                    | كيمبرلي زيمرمان ناتالي كوراتا باشاك إرايدن يوكي نايتو                      |
| 11 يونيو | Bredeney Ladies Open إسن (ألمانيا)، ألمانيا ملعب ترابي $25٬000 قرعة المباريات الفردية والزوجية                       | كاتارينا كيرلاخ جوليا واشازيك 6–4، 2–6، [10–6]             | ديانا مارسنكفيتشا شانيل سيموندز             | بيمرا أوزجن لينا روفر                    | كيمبرلي زيمرمان ناتالي كوراتا باشاك إرايدن يوكي نايتو                      |
| 11 يونيو | باذوة، إيطاليا ملعب ترابي $25،000 قرعة المباريات الفردية والزوجية                                                    | فيونا فيرو 7–5، 6–3                                        | ليودميلا سامسونوفا                          | مارتينا دي جوزيبي جورجيا بريشيا          | تمارا زيدانسيك تيريزا مردجا غابرييلا سي تاتيانا بيري                       |
| 11 يونيو | باذوة، إيطاليا ملعب ترابي $25،000 قرعة المباريات الفردية والزوجية                                                    | ايبك سويلو أناستاسيا زاريتسكا 6–4، 6–1                     | ديا هردجلاش تيريزا مردجا                    | مارتينا دي جوزيبي جورجيا بريشيا          | تمارا زيدانسيك تيريزا مردجا غابرييلا سي تاتيانا بيري                       |
| 11 يونيو | كوفو (ياماناشي)، اليابان ملعب صلب $25،000 قرعة المباريات الفردية والزوجية                                            | ميساكي دوي 6–2، 6–3                                        | ليزا-ماري ريوكس                             | شيوري فوكودا ماي هونتاما                 | أيانو شيميزو ناهو ساتو تشانغ كاي تشن موموكو كوبوري                         |
| 11 يونيو | كوفو (ياماناشي)، اليابان ملعب صلب $25،000 قرعة المباريات الفردية والزوجية                                            | ميساكي دوي ميسا إجوشي 6–3، 6–7(2–7)، [10–8]                | ميغومي نيشي موتو كوتومي تاكاهاتا            | شيوري فوكودا ماي هونتاما                 | أيانو شيميزو ناهو ساتو تشانغ كاي تشن موموكو كوبوري                         |
| 11 يونيو | أوبيدوس، البرتغال أرضية صناعية $25،000 قرعة المباريات الفردية والزوجية                                               | ديانا رادانوفيتش 6–3، 6–3                                  | نوريا باريزاس دياز                          | بيرفو جينج لولو سن                       | فيكتوريا بوثيو جوليا جاتو مونتيكوني ليزا سابينو روزا فيسينس ماس            |
| 11 يونيو | أوبيدوس، البرتغال أرضية صناعية $25،000 قرعة المباريات الفردية والزوجية                                               | جوليا جاتو مونتيكوني غيورغيا ماركيتي 6–1، 6–1              | نوريا باريزاس دياز كارولين ويرنر            | بيرفو جينج لولو سن                       | فيكتوريا بوثيو جوليا جاتو مونتيكوني ليزا سابينو روزا فيسينس ماس            |
| 11 يونيو | سنغافورة ملعب صلب $25،000 قرعة المباريات الفردية والزوجية                                                            | جوليا غلوشكو 1–6، 6–1، 6–4                                 | ريسا أوزاكي                                 | جونري ناميجاتا هاروكاجي                  | تيساه أندريانجافيتريمو هان نا لاي تشوي جي هي هيروكو كواتا                  |
| 11 يونيو | سنغافورة ملعب صلب $25،000 قرعة المباريات الفردية والزوجية                                                            | هاروكاجي أكيكو أوماي 7–5، 6–2                              | هان نا لاي لي سو را                         | جونري ناميجاتا هاروكاجي                  | تيساه أندريانجافيتريمو هان نا لاي تشوي جي هي هيروكو كواتا                  |
| 11 يونيو | برشلونة Women World Winner برشلونة، إسبانيا ملعب ترابي $25،000 قرعة المباريات الفردية والزوجية                       | إستريلا كابيزا كانديلا 6–2، 6–3                            | أليونابولسوفا زادوينوف                      | سارا كاكاريفيتش أولغا سايز لاررا         | ميا إكلوند إيفا جيريرو ألفاريز غويمار مارستاني ميرتل جورج                  |
| 11 يونيو | برشلونة Women World Winner برشلونة، إسبانيا ملعب ترابي $25،000 قرعة المباريات الفردية والزوجية                       | جيسيكا هو وانغ شي يو 6–3، 6–1                              | كارولينا ألفيس جايد سوفرين                  | سارا كاكاريفيتش أولغا سايز لاررا         | ميا إكلوند إيفا جيريرو ألفاريز غويمار مارستاني ميرتل جورج                  |
| 11 يونيو | سمتر، الولايات المتحدة ملعب صلب $25،000 قرعة المباريات الفردية والزوجية                                              | تايلور تاونسند Walkover                                    | أليز ليم                                    | غيل برودسكي آشلي لاهاي                   | ماريا ماتيس هيلي بابتيست مارسيلا زكرياس روبن أندرسون                       |
| 11 يونيو | سمتر، الولايات المتحدة ملعب صلب $25،000 قرعة المباريات الفردية والزوجية                                              | أسترا شارما لويزا ستيفاني 2–6، 6–3، [10–5]                 | جوليا إلبابا شو شيلين                       | غيل برودسكي آشلي لاهاي                   | ماريا ماتيس هيلي بابتيست مارسيلا زكرياس روبن أندرسون                       |
| 11 يونيو | مينسك، بيلاروسيا ملعب ترابي $15،000 قرعة المباريات الفردية والزوجية                                                  | كاتيرينا بولينكا 6–4، 6–3                                  | مارغو بوفي                                  | إيبك أوز شاليمار تالبي                   | يلينا مالوينا آنا كوبريفا بولينا باخمتكينا فاليريا يوشينكو                 |
| 11 يونيو | مينسك، بيلاروسيا ملعب ترابي $15،000 قرعة المباريات الفردية والزوجية                                                  | إيبك أوز ميليس سيزر 6–2، 4–6، [10–5]                       | مارغو بوفي أنجلينا زورافليفا                | إيبك أوز شاليمار تالبي                   | يلينا مالوينا آنا كوبريفا بولينا باخمتكينا فاليريا يوشينكو                 |
| 11 يونيو | برشيروف، جمهورية التشيك ملعب ترابي $15،000 قرعة المباريات الفردية والزوجية                                           | جابرييلا بانتوتشكوفا 6–4، 6–0                              | ماغدالينا بانتوتشكوفا                       | ديانا شوموفا ماريا مارفوتينا             | تامارين هندلر يوليا كوليكوفا كاترينا فانكوفا يانا جابلونوفيسكا             |
| 11 يونيو | برشيروف، جمهورية التشيك ملعب ترابي $15،000 قرعة المباريات الفردية والزوجية                                           | يانا جابلونوفيسكا لينكا جريكوفا 2–6، 6–1، [10–6]           | كارولينا كوبانوفا ليتيسيا بولشارتوفا        | ديانا شوموفا ماريا مارفوتينا             | تامارين هندلر يوليا كوليكوفا كاترينا فانكوفا يانا جابلونوفيسكا             |
| 11 يونيو | إنفوند أوبن ماريبور، سلوفينيا ملعب ترابي $15،000 قرعة المباريات الفردية والزوجية                                     | إيرينا رامياليسون 6–2، 6–7(3–7)، 7–5                       | وانغ شينيو                                  | بيا كونينغ فيكتوريا كان                  | لارا شميت نينا أليباليتش ميكايلا بايرلوفا ساتسوكي تاكامورا                 |
| 11 يونيو | إنفوند أوبن ماريبور، سلوفينيا ملعب ترابي $15،000 قرعة المباريات الفردية والزوجية                                     | ميكايلا بايرلوفا أندريانا ليكاي 7–6(7–2)، 7–5              | إيرينا رامياليسون كونستانس سيبيل            | بيا كونينغ فيكتوريا كان                  | لارا شميت نينا أليباليتش ميكايلا بايرلوفا ساتسوكي تاكامورا                 |
| 11 يونيو | جيونغسان، كوريا الجنوبية ملعب صلب $15،000 قرعة المباريات الفردية والزوجية                                            | هانا تشانغ 6–4، 6–2                                        | إيري شيميزو                                 | ساتسوكي كويكي وو هو-تشينغ                | يي هيو-جونغ جيبك كولامباييفا جونغ سو-نام ليو تشانغ                         |
| 11 يونيو | جيونغسان، كوريا الجنوبية ملعب صلب $15،000 قرعة المباريات الفردية والزوجية                                            | كيم مي-أوك يو مين-هوا 6–2، 1–6، [10–5]                     | جونغ سو-هي بارك سانغ-هي                     | ساتسوكي كويكي وو هو-تشينغ                | يي هيو-جونغ جيبك كولامباييفا جونغ سو-نام ليو تشانغ                         |
| 11 يونيو | الحمامات، تونس ملعب ترابي $15،000 قرعة المباريات الفردية والزوجية                                                    | فرناندا بريتو 6–2، انسحاب.                                 | ناتاليا سيدليسكا                            | مالوري نويل كلوديا هوستيه فيرير          | ميريل هودت يوكا هوسوكي جيسيكا كريفيلتو صوفيا ليني                          |
| 11 يونيو | الحمامات، تونس ملعب ترابي $15،000 قرعة المباريات الفردية والزوجية                                                    | فرناندا بريتو صوفيا ليني 6–3، 6–2                          | كلوديا هوستيه فيرير إليكسان ليشيميا         | مالوري نويل كلوديا هوستيه فيرير          | ميريل هودت يوكا هوسوكي جيسيكا كريفيلتو صوفيا ليني                          |
| 18 يونيو | Ilkley Trophy إيلكلي، المملكة المتحدة عشبي $100،000 فردي – زوجي                                                      | تيريزا سميتكوفا 7–6(7–2)، 3–6، 7–6(7–4)                    | دايانا يستريمسكا                            | إيكاترينا ألكسندروفا أبيغيل تيري-أبيساه  | كايا كانيبي هارييت دارت أنس جابر يفجينيا رودينا                            |
| 18 يونيو | Ilkley Trophy إيلكلي، المملكة المتحدة عشبي $100،000 فردي – زوجي                                                      | آسيا محمد ماريا سانشيز 4–6، 6–3، [10–1]                    | ناتيلا دزالاميدزه غالينا فوسكوبويفا         | إيكاترينا ألكسندروفا أبيغيل تيري-أبيساه  | كايا كانيبي هارييت دارت أنس جابر يفجينيا رودينا                            |
| 18 يونيو | Open Montpellier Méditerranée Métropole Hérault مونبلييه، فرنسا ملعب ترابي $25،000+H قرعة المباريات الفردية والزوجية | فيونا فيرو 6–4، 6–3                                        | كاتالينا بيلا                               | شيرازاد ريكس أودري ألبي                  | كريستيانا فيراندو جيسيكا بونشي جايد سوفريجن مارين بارتو                    |
| 18 يونيو | Open Montpellier Méditerranée Métropole Hérault مونبلييه، فرنسا ملعب ترابي $25،000+H قرعة المباريات الفردية والزوجية | إليكسين لوكيميا أليس راميه 6–7(5–7)، 6–2، [10–6]           | كارولينا ألفيس مارتينا كولمينا              | شيرازاد ريكس أودري ألبي                  | كريستيانا فيراندو جيسيكا بونشي جايد سوفريجن مارين بارتو                    |
| 18 يونيو | هونغ كونغ ملعب صلب $25،000 قرعة المباريات الفردية والزوجية                                                           | كارمان تاندي 6–1، 6–2                                      | لو جياجينغ                                  | يوديس شونغ زوزانا زلوشوفا                | فيكتوريا مونتيان ماي مينوكوشي يوفانا ياكشيتش ماي هونتاما                   |
| 18 يونيو | هونغ كونغ ملعب صلب $25،000 قرعة المباريات الفردية والزوجية                                                           | لي بي تشي جيسي رومبيس 6–3، 6–4                             | فيكتوريا مونتيان برانجالا يادلابالي         | يوديس شونغ زوزانا زلوشوفا                | فيكتوريا مونتيان ماي مينوكوشي يوفانا ياكشيتش ماي هونتاما                   |
| 18 يونيو | دايغو، كوريا الجنوبية ملعب صلب $25،000 قرعة المباريات الفردية والزوجية                                               | هان نا لاي 5–2، انسحاب                                     | ميساكي دوي                                  | شو تشينغ ون تشانغ كاي تشن                | جانغ سو جونج كيم نا ري أوليفيا تجاندراموليا هانا تشانغ                     |
| 18 يونيو | دايغو، كوريا الجنوبية ملعب صلب $25،000 قرعة المباريات الفردية والزوجية                                               | تشانغ كاي تشن شو تشينغ ون 2–1، انسحاب                      | شيهو أكيتا ميساكي دوي                       | شو تشينغ ون تشانغ كاي تشن                | جانغ سو جونج كيم نا ري أوليفيا تجاندراموليا هانا تشانغ                     |
| 18 يونيو | مدريد، إسبانيا ملعب ترابي (داخلي) $25،000 قرعة المباريات الفردية والزوجية                                            | أماندين هيس 7–6(7–3)، 4–6، 7–5                             | مارتينا دي جوزيبي                           | سيلفيا سولير إسبينوزا غيوومار ماريستاني  | مارينا باسولس ريبييرا مونتسيرات غونزاليس ناديه بودوروسكا وانغ شي يو        |
| 18 يونيو | مدريد، إسبانيا ملعب ترابي (داخلي) $25،000 قرعة المباريات الفردية والزوجية                                            | مونتسيرات غونزاليس وانغ شي يو 6–4، 7–6(7–4)                | أناستاسيا بريبلوفا رالوكا جورجيانا شيربان   | سيلفيا سولير إسبينوزا غيوومار ماريستاني  | مارينا باسولس ريبييرا مونتسيرات غونزاليس ناديه بودوروسكا وانغ شي يو        |
| 18 يونيو | يستاد، السويد ملعب ترابي $25،000 قرعة المباريات الفردية والزوجية                                                     | كاجا جوفان 2–6، 7–5، 6–1                                   | أندريا أماليا روشكا                         | إرينا براء آنا دانيلينا                  | كاتارزينا كاوا رومي كولزر ماري بينوا ألريكك إيكري                          |
| 18 يونيو | يستاد، السويد ملعب ترابي $25،000 قرعة المباريات الفردية والزوجية                                                     | إميلي أربوثنوت إميلي فرانكاتي 6–2، 6–1                     | تشين بي-هسون وو فانغ-هسين                   | إرينا براء آنا دانيلينا                  | كاتارزينا كاوا رومي كولزر ماري بينوا ألريكك إيكري                          |
| 18 يونيو | كلوسرز، سويسرا ملعب ترابي $25،000 قرعة المباريات الفردية والزوجية                                                    | مريم كولودجيجوفا 5–7، 6–4، 6–1                             | إيزابيلا شنيكوفا                            | ليوني كونغ ماندي مينلا                   | سارة ريبيكا سيكوليتش سيمونا والترت يوكي نايتو جورجيا بريشيا                |
| 18 يونيو | كلوسرز، سويسرا ملعب ترابي $25،000 قرعة المباريات الفردية والزوجية                                                    | أكجول أمانمورادوف إيكاترين جورجودزي 6–2، 6–3               | لوسي هراديكا يوكي نايتو                     | ليوني كونغ ماندي مينلا                   | سارة ريبيكا سيكوليتش سيمونا والترت يوكي نايتو جورجيا بريشيا                |
| 18 يونيو | باتون روج، الولايات المتحدة ملعب صلب $25،000 قرعة المباريات الفردية والزوجية                                         | أسترا شارما 6–2، 6–1                                       | ماريا ماتيس                                 | نيكا كوخارتشوك آشلي لاهي                 | جوليا البابا كوني ما بايج ماري هوريجان سناز ماراند                         |
| 18 يونيو | باتون روج، الولايات المتحدة ملعب صلب $25،000 قرعة المباريات الفردية والزوجية                                         | هايلي كارتر إينا شيبهارا 6–3، 6–4                          | أسترا شارما غابرييلا تالابا                 | نيكا كوخارتشوك آشلي لاهي                 | جوليا البابا كوني ما بايج ماري هوريجان سناز ماراند                         |
| 18 يونيو | فرغانة تشالنجر فرغانة، أوزبكستان ملعب صلب $25،000 قرعة المباريات الفردية والزوجية                                    | نيجينا أبدوريموفا 6–3، 2–0 انس.                            | أناستازيا فرولوفا                           | جوزال يوسوبوفا فارفارا فلينك             | سابينا شاريبوفا صوفيا لانسر ناستجا كولار أولغا دوروشينا                    |
| 18 يونيو | فرغانة تشالنجر فرغانة، أوزبكستان ملعب صلب $25،000 قرعة المباريات الفردية والزوجية                                    | أناستازيا فرولوفا إيكاتيرينا ياشينا 6–1، 7–6(7–4)          | صوفيا لانسر كاميلا راخيموفا                 | جوزال يوسوبوفا فارفارا فلينك             | سابينا شاريبوفا صوفيا لانسر ناستجا كولار أولغا دوروشينا                    |
| 18 يونيو | فيكتوريا، كندا ملعب صلب (indoor) $15،000 قرعة المباريات الفردية والزوجية                                             | غيل برودسكي 3–6، 6–2، 6–3                                  | ميجان ماناسي                                | أليكسا غراهام باميلا مونتيز              | أماندا رودجرز لين سليث برين بورين لورين غييرمو                             |
| 18 يونيو | فيكتوريا، كندا ملعب صلب (indoor) $15،000 قرعة المباريات الفردية والزوجية                                             | برين بورين غيل برودسكي 6–1، 6–2                            | صافية كارينجتون ألانا سميث                  | أليكسا غراهام باميلا مونتيز              | أماندا رودجرز لين سليث برين بورين لورين غييرمو                             |
| 18 يونيو | كالتنكيرشن، ألمانيا ملعب ترابي $15،000 قرعة المباريات الفردية والزوجية                                               | جولي نيمير 7–5، 6–2                                        | فلادا إكشيباروفا                            | آنا غابريتش شانتال سوفانت                | مينا هودزيتش يوليا كوليكوفا آنا كلاسون ليزا بونومار                        |
| 18 يونيو | كالتنكيرشن، ألمانيا ملعب ترابي $15،000 قرعة المباريات الفردية والزوجية                                               | آنا غابريتش كاتارينا كيرلاخ 6–2، 5–7، [10–8]               | فلادا إكشيباروفا سفلاتلانا بيرازينكا        | آنا غابريتش شانتال سوفانت                | مينا هودزيتش يوليا كوليكوفا آنا كلاسون ليزا بونومار                        |
| 18 يونيو | كريات شمونة، إسرائيل ملعب صلب $15،000 قرعة المباريات الفردية والزوجية                                                | مايا تاهان 7–6(7–3)، 7–5                                   | نيكول نادل                                  | شهار بيرن كاتيا ميلاش                    | إيلينا-تيودورا كادر ألكسندرا والترز فيونا كودينو شيلي بيريزنياك            |
| 18 يونيو | كريات شمونة، إسرائيل ملعب صلب $15،000 قرعة المباريات الفردية والزوجية                                                | بولينا جاسجينبسك تيفاني ويليام 7–5، 2–6، [17–15]           | إيلينا-تيودورا كادر ألكسندرا والترز         | شهار بيرن كاتيا ميلاش                    | إيلينا-تيودورا كادر ألكسندرا والترز فيونا كودينو شيلي بيريزنياك            |
| 18 يونيو | ساسولو، إيطاليا ملعب ترابي $15،000 قرعة المباريات الفردية والزوجية                                                   | أنجيليكا موراتيللي 6–4، 6–3                                | آنه شيفر                                    | سوزان بانديتشي فاندا لوكاش               | اليكسا نويل مونيكا كابيليتي غيورغيا ماركيتي غابرييلا سي                    |
| 18 يونيو | ساسولو، إيطاليا ملعب ترابي $15،000 قرعة المباريات الفردية والزوجية                                                   | ماريانا درازيتش ماريا ماسيني 4–6، 2–6                      | ميهايلا جاكوفيتش بياتريس توريللي            | سوزان بانديتشي فاندا لوكاش               | اليكسا نويل مونيكا كابيليتي غيورغيا ماركيتي غابرييلا سي                    |
| 18 يونيو | أمارانتي، البرتغال ملعب صلب $15،000 قرعة المباريات الفردية والزوجية                                                  | ألبا كاريلو مارين 3–6، 2–6                                 | كريستينا إيني                               | فاليريا برو لو بريلوا                    | سنيهديفي ريدي ثيو جرافويل ماديسون ويستبي ماريانا زاكارلوك                  |
| 18 يونيو | أمارانتي، البرتغال ملعب صلب $15،000 قرعة المباريات الفردية والزوجية                                                  | ألبا كاريلو مارين إينيس مورتا 4–6، 2–6                     | كارولا باتريشيا بيجينارو دانييلا سيلفا      | فاليريا برو لو بريلوا                    | سنيهديفي ريدي ثيو جرافويل ماديسون ويستبي ماريانا زاكارلوك                  |
| 18 يونيو | حمامات، تونس ملعب ترابي $15،000 قرعة المباريات الفردية والزوجية                                                      | فرناندا بريتو 4–6، 2–6                                     | كاثارينا هوبرجارسكي                         | إيرين بورييو إسكوريهويلا جوليا ستاماتوفا | إيناس إيبو كلوديا هوستي فيرير فيرينا هوفر أندريا فيلتشيا                   |
| 18 يونيو | حمامات، تونس ملعب ترابي $15،000 قرعة المباريات الفردية والزوجية                                                      | باولا بارانيانو فرناندا بريتو 6–7(5–7)، 4–6                | إيرين بورييو إسكوريهويلا كلوديا هوستي فيرير | إيرين بورييو إسكوريهويلا جوليا ستاماتوفا | إيناس إيبو كلوديا هوستي فيرير فيرينا هوفر أندريا فيلتشيا                   |
| 25 يونيو | Southsea Trophy ساوث سي، المملكة المتحدة عشبي $100،000+H فردي – زوجي                                                 | كيرستن فليبكينس 6–4، 5–7، 6–3                              | كاتي بولتر                                  | جنيفر برادي بولين بارمنتييه              | ماجدا لينيت آنا كارولينا شميدلوفا ريناتا فوراكوفا فيرا لابكو               |
| 25 يونيو | Southsea Trophy ساوث سي، المملكة المتحدة عشبي $100،000+H فردي – زوجي                                                 | كيرستن فليبكينس جوانا لارسون (تنس) 6–4، 3–6، [11–9]        | أليسيا روزولوسكا أبيغيل سبيرز               | جنيفر برادي بولين بارمنتييه              | ماجدا لينيت آنا كارولينا شميدلوفا ريناتا فوراكوفا فيرا لابكو               |
| 25 يونيو | بيريغو، فرنسا ملعب ترابي $25،000 قرعة المباريات الفردية والزوجية                                                     | ناديه بودوروسكا 6–2، 6–0                                   | ميرتل جورج                                  | سارا كاكاريفيتش أولغا سايز لارا          | ماري أوساكا فارفارا غراتشيفا جولي جيرفيه كلوي باكيوت                       |
| 25 يونيو | بيريغو، فرنسا ملعب ترابي $25،000 قرعة المباريات الفردية والزوجية                                                     | إليني كوردولامي إليكسان ليشيميا 6–4، 3–6، [11–9]           | كريستينا بوكشا ماريا فرنندا هيرازو          | سارا كاكاريفيتش أولغا سايز لارا          | ماري أوساكا فارفارا غراتشيفا جولي جيرفيه كلوي باكيوت                       |
| 25 يونيو | شتوتغارت، ألمانيا ملعب ترابي $25،000 قرعة المباريات الفردية والزوجية                                                 | ماندي مينلا 6–4، 4–6، 6–1                                  | آنا زيا                                     | دلما جالفي ماري بينوا                    | بيمرا أوزجن رالوكا جورجيانا سيربان إيفون كافالي ريمرس إليونورا مولينارو    |
| 25 يونيو | شتوتغارت، ألمانيا ملعب ترابي $25،000 قرعة المباريات الفردية والزوجية                                                 | إيرينا فيتيكيو إيميت أوسكاتيغي 6–2، 3–6، [10–4]            | أنيتا هوساريتش تامي باترسون                 | دلما جالفي ماري بينوا                    | بيمرا أوزجن رالوكا جورجيانا سيربان إيفون كافالي ريمرس إليونورا مولينارو    |
| 25 يونيو | Bella Cup تورون، بولندا ملعب ترابي $25،000+H قرعة المباريات الفردية والزوجية                                         | باربورا كرجتشيكوفا 7–5، 6–1                                | ريبيكا سرامكوفا                             | كاتارزينا كاوا كسينيا لاسكوتوفا          | مارينا ميلنيكوفا مايا كفالشينسكا صوفيا جولوبوفسكايا ميكايلا أونتشوفا       |
| 25 يونيو | Bella Cup تورون، بولندا ملعب ترابي $25،000+H قرعة المباريات الفردية والزوجية                                         | مايا كفالشينسكا كاتارزينا كاوا 6–1، 6–4                    | ألبينا خابيبولينا هيلين سكولسن              | كاتارزينا كاوا كسينيا لاسكوتوفا          | مارينا ميلنيكوفا مايا كفالشينسكا صوفيا جولوبوفسكايا ميكايلا أونتشوفا       |
| 25 يونيو | باشتاد، السويد ملعب ترابي $25،000 قرعة المباريات الفردية والزوجية                                                    | آلي كيك 6–2، 6–1                                           | إيزابيلا شنيكوفا                            | ألريكك إيكري ميريام بيوركلاند            | ديسبينا باباميتشايل كاجا جوفان جوليا جاتو مونتيكوني مارتينا كولميجنا       |
| 25 يونيو | باشتاد، السويد ملعب ترابي $25،000 قرعة المباريات الفردية والزوجية                                                    | تشن بيي شوان وو فانغ شيين 7–5، 1–6، [10–5]                 | آنا دانيلينا كارين كينيل                    | ألريكك إيكري ميريام بيوركلاند            | ديسبينا باباميتشايل كاجا جوفان جوليا جاتو مونتيكوني مارتينا كولميجنا       |
| 25 يونيو | يابلونتس ناد نيسو، جمهورية التشيك ملعب ترابي $15،000 قرعة المباريات الفردية والزوجية                                 | فيكتوريا كان 6–4، 6–1                                      | ماغدالينا بانتوشتكوفا                       | بترا كرجسوفا غابرييلا بانتوشتكوفا        | يوهانا ماركوفا أنستازيا خاريتونوفا ميكايلا بايرلوفا مارتا ليسنياك          |
| 25 يونيو | يابلونتس ناد نيسو، جمهورية التشيك ملعب ترابي $15،000 قرعة المباريات الفردية والزوجية                                 | ميكايلا بايرلوفا إيفا ماري فوراتشك 7–5، 4–6، [13–11]       | رادكا بوجكوفا أنيتا لابوتكوفا               | بترا كرجسوفا غابرييلا بانتوشتكوفا        | يوهانا ماركوفا أنستازيا خاريتونوفا ميكايلا بايرلوفا مارتا ليسنياك          |
| 25 يونيو | تارفيزيو، إيطاليا ملعب ترابي $15،000 قرعة المباريات الفردية والزوجية                                                 | ليزا سابينو 6–3، 6–3                                       | تايسا غرنا بيدريتي                          | ريكا لوكا جاني كريستينا نوفاك            | كاميلا سكالا دليلا سبتييري إينا كاجيفيتش مونيكا كابيلتي                    |
| 25 يونيو | تارفيزيو، إيطاليا ملعب ترابي $15،000 قرعة المباريات الفردية والزوجية                                                 | كاميلا أباتي ليتيسيا بولتشارتوفا Walkover                  | ماريا ماسيني دليلا سبتييري                  | ريكا لوكا جاني كريستينا نوفاك            | كاميلا سكالا دليلا سبتييري إينا كاجيفيتش مونيكا كابيلتي                    |
| 25 يونيو | ألكمار، هولندا ملعب ترابي $15،000 قرعة المباريات الفردية والزوجية                                                    | مارينا يودانوف 6–0، 6–2                                    | غريت مينين                                  | تامارين هندلر أولكسندرا أولينيكوفا       | جولييت ستوير مارليس زوبير دومينيك كارغات شالين-دورين بيبا                  |
| 25 يونيو | ألكمار، هولندا ملعب ترابي $15،000 قرعة المباريات الفردية والزوجية                                                    | أنيك ميلجرز مارينا يودانوف 7–6(8–6)، 6–4                   | فرانتسيسكا كومر ليندا بوبيندال              | تامارين هندلر أولكسندرا أولينيكوفا       | جولييت ستوير مارليس زوبير دومينيك كارغات شالين-دورين بيبا                  |
| 25 يونيو | غيمارايش، البرتغال ملعب صلب $15،000 قرعة المباريات الفردية والزوجية                                                  | ماريا جواو كوهلر 6–1، 3–6، 6–1                             | زيل ديساي                                   | يوريكو ليلي ميازاكي جاكلين كاباج أواد    | ألبا كارييو مارين ثيو جرافويل أليس جارسيا ماتيلد أرمتيانو                  |
| 25 يونيو | غيمارايش، البرتغال ملعب صلب $15،000 قرعة المباريات الفردية والزوجية                                                  | كارولا باتريسيا بيجينارو جاكلين كاباج أواد 6–1، 6–0        | زيل ديساي كريستينا إيني                     | يوريكو ليلي ميازاكي جاكلين كاباج أواد    | ألبا كارييو مارين ثيو جرافويل أليس جارسيا ماتيلد أرمتيانو                  |
| 25 يونيو | كورتا دي أرجيش، رومانيا ملعب ترابي $15،000 قرعة المباريات الفردية والزوجية                                           | ميريام بيانكا بولغارو 6–4، 7–5                             | أندريا ميتو                                 | أوانا جورجيتا سيميون إليزابيث ماندليك    | إيلونا جيورجيانا جيورواي جيبريلا ميهايلوفا جورجيا كراشون بيانكا توراتي     |
| 25 يونيو | كورتا دي أرجيش، رومانيا ملعب ترابي $15،000 قرعة المباريات الفردية والزوجية                                           | إليزابيث ماندليك أندريا ميتو 6–4، 7–5                      | آنا توراتي بيانكا توراتي                    | أوانا جورجيتا سيميون إليزابيث ماندليك    | إيلونا جيورجيانا جيورواي جيبريلا ميهايلوفا جورجيا كراشون بيانكا توراتي     |
| 25 يونيو | فيربير، سويسرا ملعب ترابي $15،000 قرعة المباريات الفردية والزوجية                                                    | فيونا جانز 3–6، 6–1، 6–4                                   | نينا شتادلر                                 | سفينيا أوشنر ألينا جرانوير               | فيديريكا دي سارا ساندي مارتي تيس سوغناو ديانا مارتينوف                     |
| 25 يونيو | فيربير، سويسرا ملعب ترابي $15،000 قرعة المباريات الفردية والزوجية                                                    | جابرييلا هوراتشكوفا نينا شتادلر 7–6(7–5)، 6–7(3–7)، [10–7] | مارتينا كاريغارو فيديريكا دي سارا           | سفينيا أوشنر ألينا جرانوير               | فيديريكا دي سارا ساندي مارتي تيس سوغناو ديانا مارتينوف                     |
| 25 يونيو | حمامات، تونس ملعب ترابي $15،000 قرعة المباريات الفردية والزوجية                                                      | فرناندا بريتو 6–1، 6–0                                     | أندريا لازارو غارسيا                        | ميليسا موراليس آنا سيسكوفا               | ميريل هودت دراجينجا فوكوفيتش فيرينا هوفر إيريني بورييو اسكورياويلا         |
| 25 يونيو | حمامات، تونس ملعب ترابي $15،000 قرعة المباريات الفردية والزوجية                                                      | إيريني بورييو اسكورياويلا أندريا لازارو غارسيا 6–4، 6–4    | فرناندا بريتو ميليسا موراليس                | ميليسا موراليس آنا سيسكوفا               | ميريل هودت دراجينجا فوكوفيتش فيرينا هوفر إيريني بورييو اسكورياويلا         |

## الروابط الخارجية
- "10،600 لاعبة، 1135 حدثًا: جولة الاتحاد الدولي لكرة المضرب العالمية للسيدات لعام 2023 بالأرقام". الاتحاد الدولي لكرة المضرب. اطلع عليه بتاريخ 2024-01-02.
- "أجندة جولة الاتحاد الدولي لكرة المضرب العالمية للسيدات". الاتحاد الدولي لكرة المضرب. اطلع عليه بتاريخ 2024-01-02.
- الاتحاد الدولي لكرة المضرب